# Arad (Rumänien)

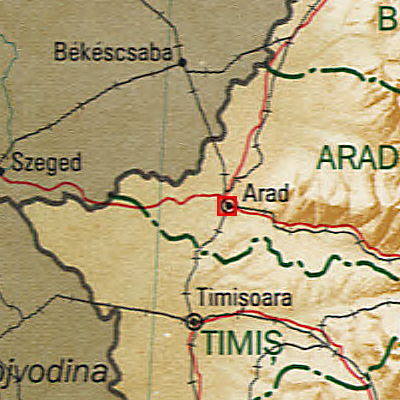
Arad (rotes Viereck) – Rumänien – Nachbarorte: Timișoara, Szeged (Ungarn), Békéscsaba (Ungarn)

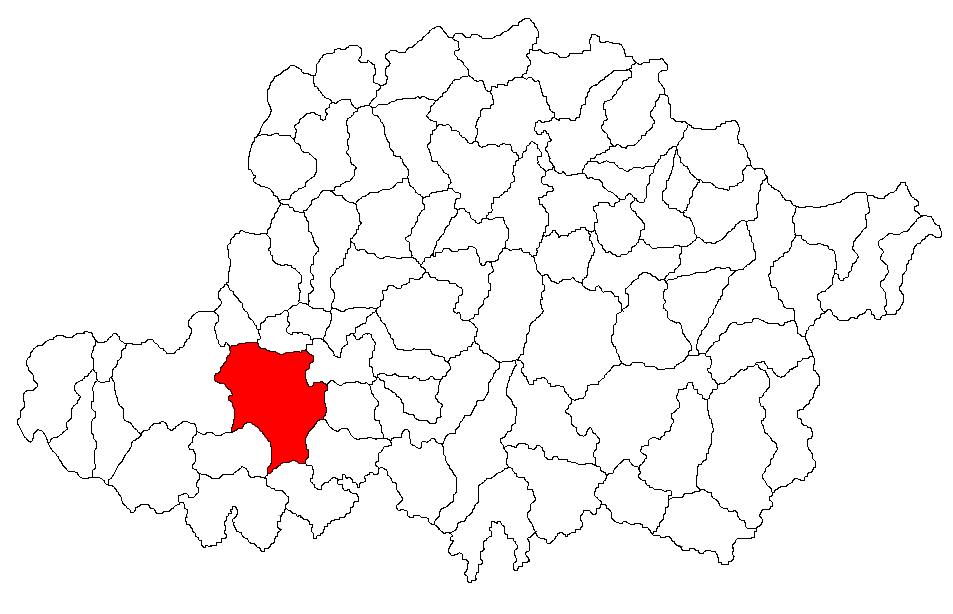
Lage von Arad im Kreis Arad

Arad (Ausspracheⓘ) ist die Kreishauptstadt des Kreises Arad in Rumänien. Das Munizipium Arad befindet sich im Süden des Kreischgebietes (nördlich der Marosch) und im Norden des Banats (südlich der Marosch: VI. Bezirk Aradul Nou und XIII. Bezirk Sânnicolau Mic). In dem für den Westen des Landes bedeutenden Industriezentrum und wichtigen Verkehrsknotenpunkt befindet sich der Sitz des rumänisch-orthodoxen Erzbistums Arad.
Da Arad bis 1920 zu Ungarn gehörte, wird es innerhalb Rumäniens zu Transsilvanien gerechnet. Nach ungarischer und deutscher Tradition gehört die im historischen Grenzgebiet von ungarischer und rumänischer Sprache gelegene Stadt jedoch nicht zu Siebenbürgen. Der Fluss Marosch (rumänisch Mureș) grenzte hier vor 1920 das südlich gelegene Banat vom ungarischen Kernland ab.

## Geographische Lage
Arad liegt im äußersten Westen des Landes an der Kreuzung der Nationalstraßen Drum național 7, dem Drum național 7E mit dem Drum național 79, 20 Kilometer von der ungarischen Grenze entfernt und ist ein Verkehrsknoten- und Transitpunkt zwischen Ungarn und Rumänien. Die nächstgrößeren Städte sind Timișoara (40 km), Oradea (110 km), Belgrad (200 km) und Budapest (270 km). Arad befindet sich 17 Kilometer vom Grenzübergang Curtici, liegt 116 Meter über dem Meeresspiegel und hat eine Fläche von 46,18 Quadratkilometern. Im Jahr 2002 zählte Arad 172.827 Einwohner.
Arad liegt am Ostrand der Großen Ungarischen Tiefebene, am westlichen Rand des Siebenbürgischen Erzgebirges, hauptsächlich am rechten Ufer des Flusses Mureș (dt. Marosch bzw. Mieresch, ung. Maros) und besteht aus der eigentlichen Stadt und vier heute eingemeindeten Vororten. Am linken Flussufer liegt der im 17. Jahrhundert während der Türkenkriege gegründete Stadtteil Aradul Nou (Neu-Arad), der lange überwiegend von Deutschen bewohnt war, über Brücken mit Arad verbunden ist und 1948 nach Arad eingemeindet wurde. Die anderen drei eingegliederten Orte sind Micălaca, Mureșel und Sânnicolau Mic.

## Klima
Das Klima ist gemäßigt-kontinental mit Übergangscharakter. Die mittlere Sommertemperatur weist 21 °C, die mittlere Wintertemperatur −1 °C auf. Die aufgezeichneten Temperaturextrema in Arad waren am 19. August 1946 41,5 °C und am 5. Februar 1954 −30 °C.

## Geschichte

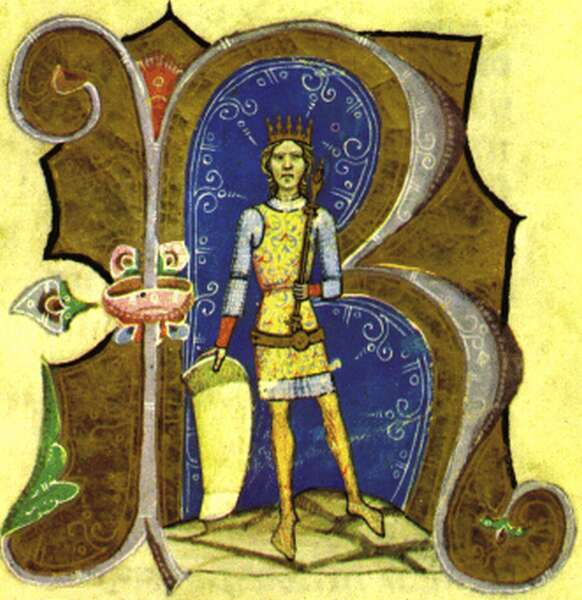
Géza II.

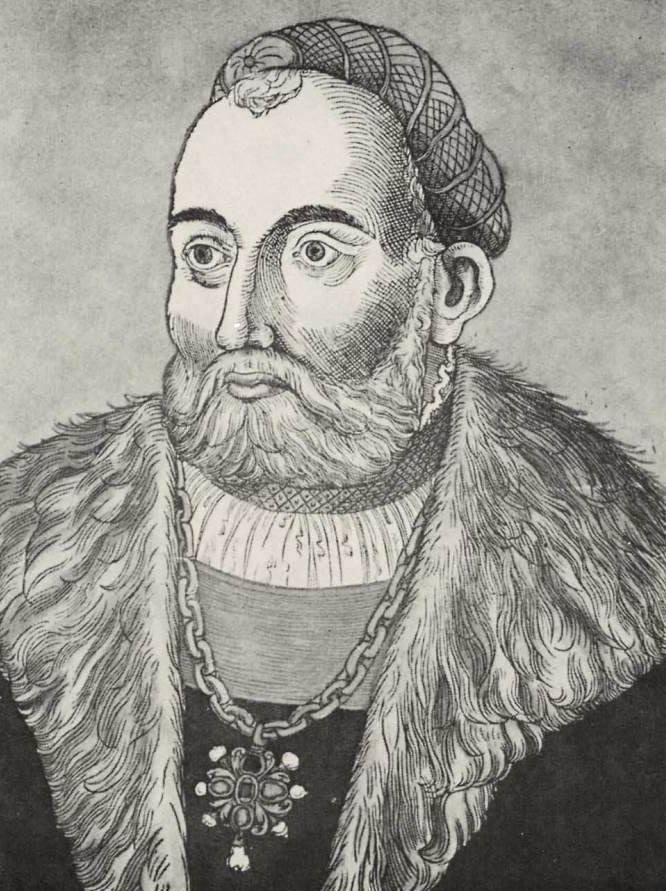
Johann Zápolya

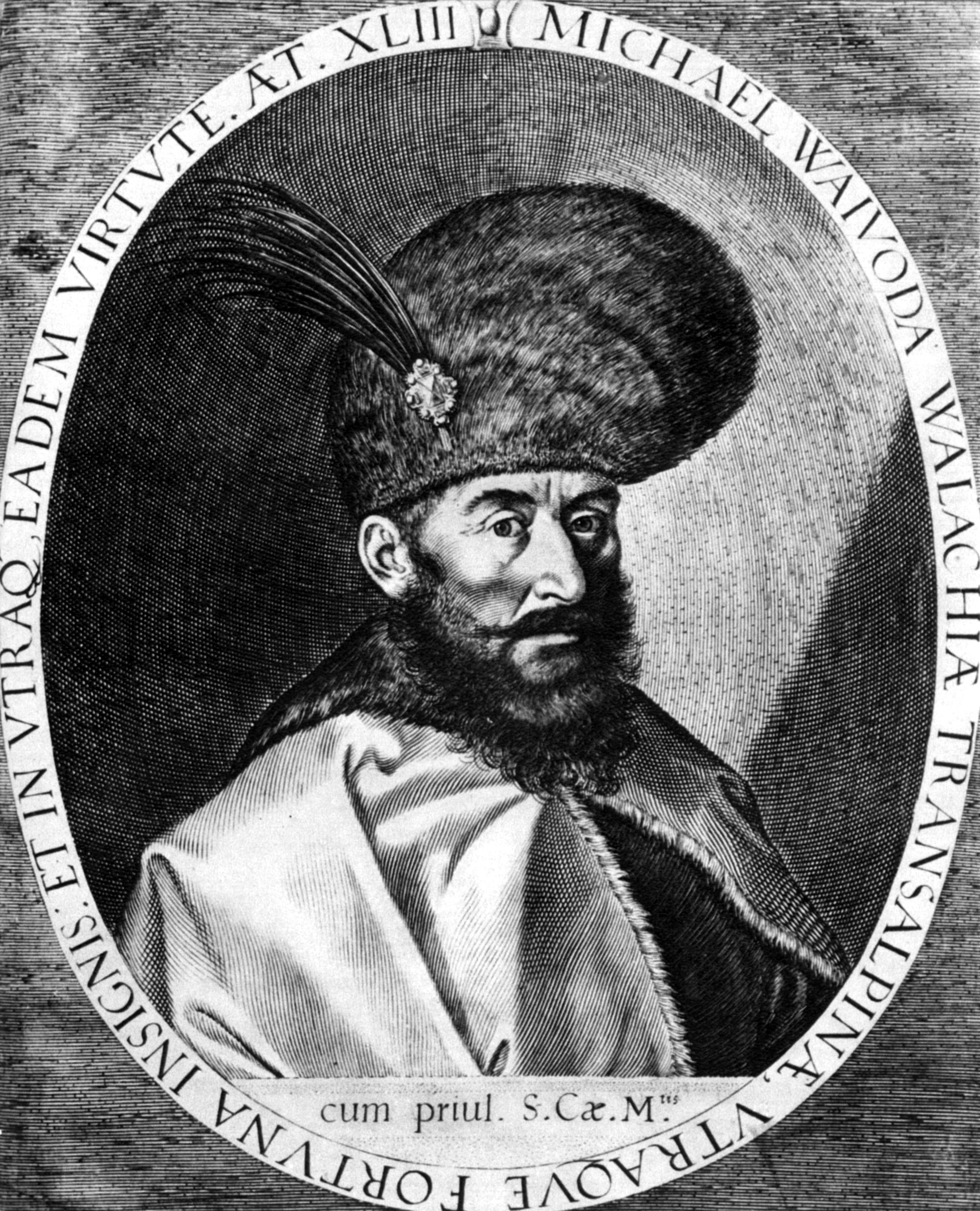
Mihai Viteazul, im Jahr 1601, Porträt von Egidius Sadeler dem Älteren

### Antike
Die Region um die heutige Stadt war mit kurzen Unterbrechungen seit dem Neolithikum besiedelt.
Während der ersten Hälfte des 1. Jahrtausends v. Chr. gründeten die Daker auf beiden Maroschufern erste Siedlungen. Im 6. Jahrhundert v. Chr. ließ sich neben diesen eine kleine skythische Gemeinschaft nieder. Ende des 4. Jahrhunderts v. Chr. besiedelten Kelten beide Maroschufer. Kelten wie Skythen wurden von den Dakern assimiliert.
Die große dakische Siedlung, die sich am heutigen Südrand der Stadt befand, wurde während des ersten dakischen Krieges (101–102 n. Chr.) von der römischen Armee zerstört. Im Laufe des zweiten Dakerkrieges (105–106 n. Chr.) eroberte Trajan auch die Landstriche nördlich der Marosch und verleibte sie der Provinz Dacia ein. Auf dem Gebiet des heutigen Bezirks Neu-Arad baute die römische Armee eine Festung, das Kastell Aradul Nou, in der Einheiten der Legio IIII Flavia Felix untergebracht waren. Kaiser Hadrian (117–138) überließ die Arader Gegend den freien Dakern und Sarmaten. Zwischen dem 2. und 4. Jahrhundert existierten auf dem heutigen Stadtgebiet mehrere dakische und sarmatische Siedlungen, die enge Handelsbeziehungen mit den Römern pflegten. Während der Krise, die das Römische Reich um die Mitte des 3. Jahrhunderts erfasste, siedelten Provinzbewohner in das Barbaricum über. Hier gründeten sie die Töpferkolonien von Arad-Ceala, Horia und Vladimirescu-Pădurea vrabiilor.
Nach dem Rückzug der Römer aus der Provinz Dacia (271) zogen verschiedene Wandervölker, Goten, Hunnen, Gepiden, Awaren, durch die Gegend. Aus dem 6. Jahrhundert datieren die frühesten Spuren der slawischen Anwesenheit an der unteren Marosch.

### Mittelalter
Im 10. Jahrhundert begann die Expansion der Magyaren. Ein wichtiger Weg ihres Vordringens verlief entlang der Marosch. Diese geschichtliche Etappe ist durch das Grab eines ungarischen Ritters in Arad-Ceala archäologisch belegt. Um sich vor der ungarischen Gefahr zu schützen, baute die Bevölkerung aus der Arader Gegend eine Erdfestung bei Vladimirescu-Schanzen. Diese war dem Wojewoden Glad  untergeordnet und wurde von den ungarischen Rittern in der ersten Hälfte des 10. Jahrhunderts zerstört. Später wurde die Festung auf Befehl des Wojewoden Ahtum wieder aufgebaut und im Jahre 1028 endgültig von den ungarischen Rittern zerstört.
Zu Beginn des 11. Jahrhunderts gewann das ungarische Königreich Kontrolle über das Gebiet. Die erste urkundliche Erwähnung der Siedlung Orod stammt aus einem Dokument, das zwischen den Jahren 1078 und 1081 ausgestellt wurde. König Géza II. rief deutsche Städtebauer, landsuchende Bauern und Bergleute nach Ungarn. König Andreas II. holte zur Abwehr der Kumanen den Deutschen Ritterorden ins Land. Als dieser den Versuch machte, einen selbstständigen Staat aufzubauen, wurde er vertrieben.
Nach der ersten Invasion der Mongolen in Ungarn im Jahr 1241 wurden in der zweiten Hälfte des 13. Jahrhunderts Burgen aus Stein, Burg Falkenstein, Festung Șiria und Festung Dezna (im Umland von Arad), errichtet.
Im Jahr 1331 wurde Arad in der Ungarischen Bilderchronik des Markus von Kált erwähnt.

### Neuzeit
Ab dem 15. Jahrhundert erscheint Arad als civitas oder oppidum in den Dokumenten.
Im Jahre 1514 trat die leibeigene Bevölkerung der Stadt auf die Seite der von György Dózsa angeführten Aufständischen. Nach der Unterdrückung des Aufstands folgte die grausame Rache der Adligen. Ein neuer Aufstand brach 1526 aus, auch dieser wurde blutig niedergeschlagen. Nach der Schlacht von Mohács wählten die habsburgtreuen Adeligen Erzherzog Ferdinand von Habsburg (1526–1564) zum Herrscher des ungarischen Königreiches. Die ungarisch-türkisch Gesinnten hoben Johann Zápolya, den Wojewoden von Siebenbürgen (1526–1540), auf den Thron. Bei den kriegerischen Auseinandersetzungen fiel die Landeshauptstadt Ofen (1541), und Ungarn brach auseinander. Während Buda unter türkische Herrschaft (Paschalik Ofen) fiel (1541), wurden Siebenbürgen und das benachbarte Partium (Banat, Kreischgebiet) zum autonomen Fürstentum ausgerufen.

#### Osmanisches Reich
1552 eroberte ein osmanisches Heer die Arader Burg und richtete dabei große Zerstörungen an. Das Gebiet des ehemaligen Arader Komitats wurde in drei Sandschaks aufgeteilt, wobei jener von Arad die Stadt und weitere 113 Dörfer umfasste. In der Zeitspanne 1553 bis 1555 errichteten die Türken eine rechteckige Festung aus Backstein am nördlichen Maroschufer, in der Nähe der heutigen Trajan-Brücke, die Türkische Festung Arad.
Siebenbürgische Truppen eroberten im Jahre 1595 den unteren Lauf der Marosch zurück und konnten Arad wieder dem Fürstentum Siebenbürgen einverleiben. Nach der Schlacht von Schellenberg (1599) gelangte Arad unter die Herrschaft von Mihai Viteazul. Nach dessen Tod (1601) trat der Fürst von Siebenbürgen, Gábor Bethlen, Arad wieder an die Türken ab und erhielt im Gegenzug die Burg von Ineu.
Stephan Bocskai (1605–1606) eröffnete eine neue Epoche. Nach seiner Auffassung war ein friedliches Gleichgewicht zwischen dem Deutschen Reich und dem Osmanischen Reich lebenswichtig für Ungarn. Das Fürstentum Siebenbürgen sollte als Hort ungarischer Eigenstaatlichkeit unter dem Schutz des Sultans fortbestehen. Unter den Fürsten der Folgezeit war das Fürstentum nur mehr ein willenloser Satellit des Türkenreichs. Die Osmanen wagten 1683 nochmals einen Angriff auf Wien. Das Eingreifen eines deutsch-polnischen Entsatzheeres führte zur türkischen Niederlage.

#### Habsburgermonarchie

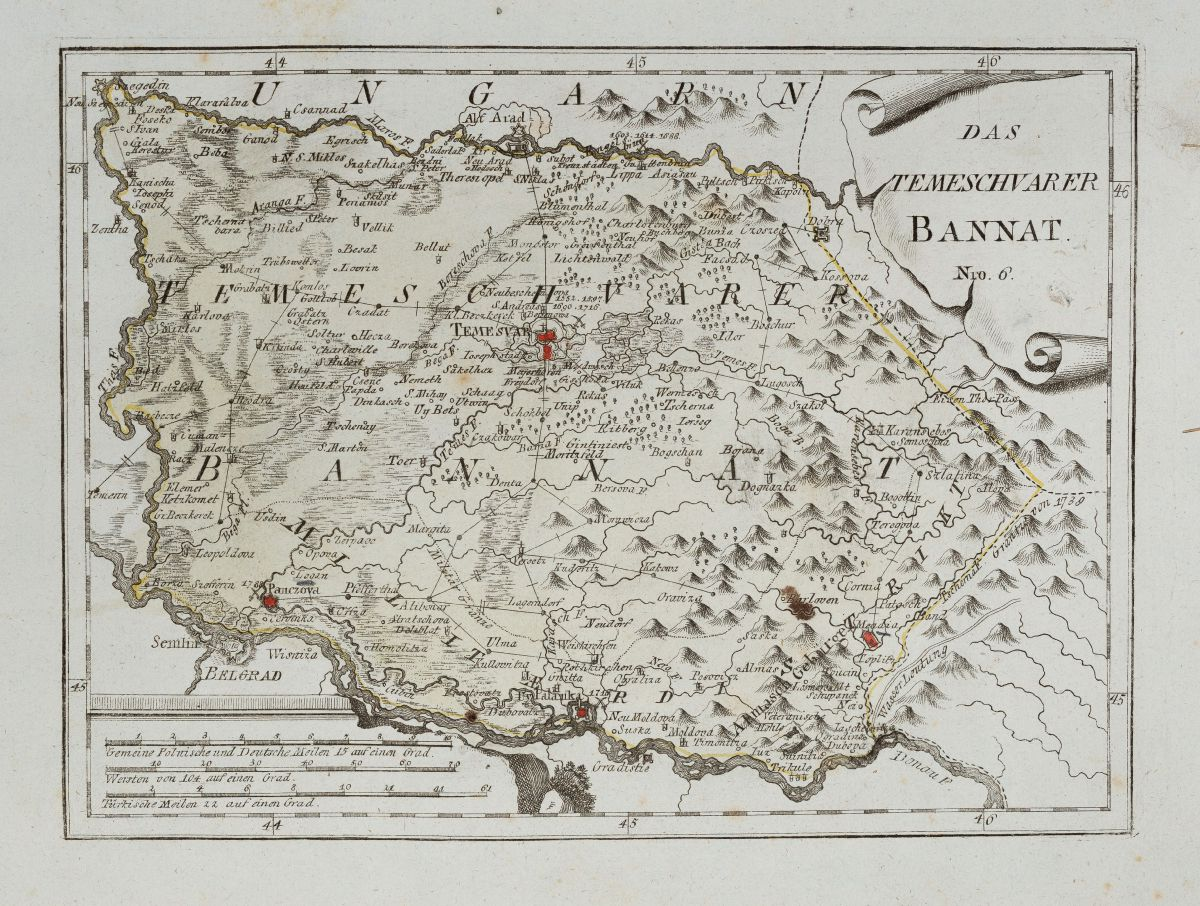
Das Temeschwarer Banat 1791

Nach der Schlacht bei Mohács (1687) begann die Habsburgermonarchie eine großangelegte Offensive in Richtung Osten. Arad wurde bereits im Jahre 1687 von der Türkenherrschaft befreit. Die Komitate Arad und Zaránd wurden aus Siebenbürgen ausgegliedert und Ungarn einverleibt. Die Marosch wurde Grenzfluss. Im Jahre 1689 arbeitete Prinz Eugen von Savoyen die Pläne zum Wiederaufbau der ehemaligen türkischen Festung aus. Die Bauarbeiten der Arader Festung wurden von Johann Georg Haruckern zwischen 1763 und 1783 geleitet. Der kaiserlichen Armee folgten deutsche Handwerker und Händler, die sich in der Nähe der Festung niederließen. Durch den Frieden von Karlowitz (1699) wurde die Grenze zwischen dem Osmanischen Reich und dem Habsburgischen Reich entlang der Marosch festgelegt. General Starhemberg legte die Pläne für die Errichtung der Marosch-Militärgrenze fest. Arad wurde zum Zentrum der österreichischen Militärgrenze. Im August des Jahres 1699 wurden die ersten Grenztruppen aus den Reihen der Serben rekrutiert und nach Arad abkommandiert. Franz Sigismund Graf Lamberg gründete am 6. Oktober 1702 den ersten Arader Stadtrat. Der Neuaufbau des Arader Komitats begann 1715.
Nach dem Frieden von Passarowitz (1718) gelangte auch das Banat unter habsburgische Herrschaft. Infolge des Impopulationspatents wurden auch in Neu-Arad Deutsche aus Franken angesiedelt. Die Bevölkerung der Stadt bestand aus Rumänen, Serben, Deutschen und Ungarn. Aus verwaltungsrechtlichem Standpunkt wurden die Komitate Arad und Zaránd Ungarn angeschlossen. Im Jahre 1732 wurde das Komitat Arad dem Grafen Rinaldo di Modena geschenkt. 1740 wurde die Schenkung rückgängig gemacht und das Komitat zur Staatsdomäne erklärt.

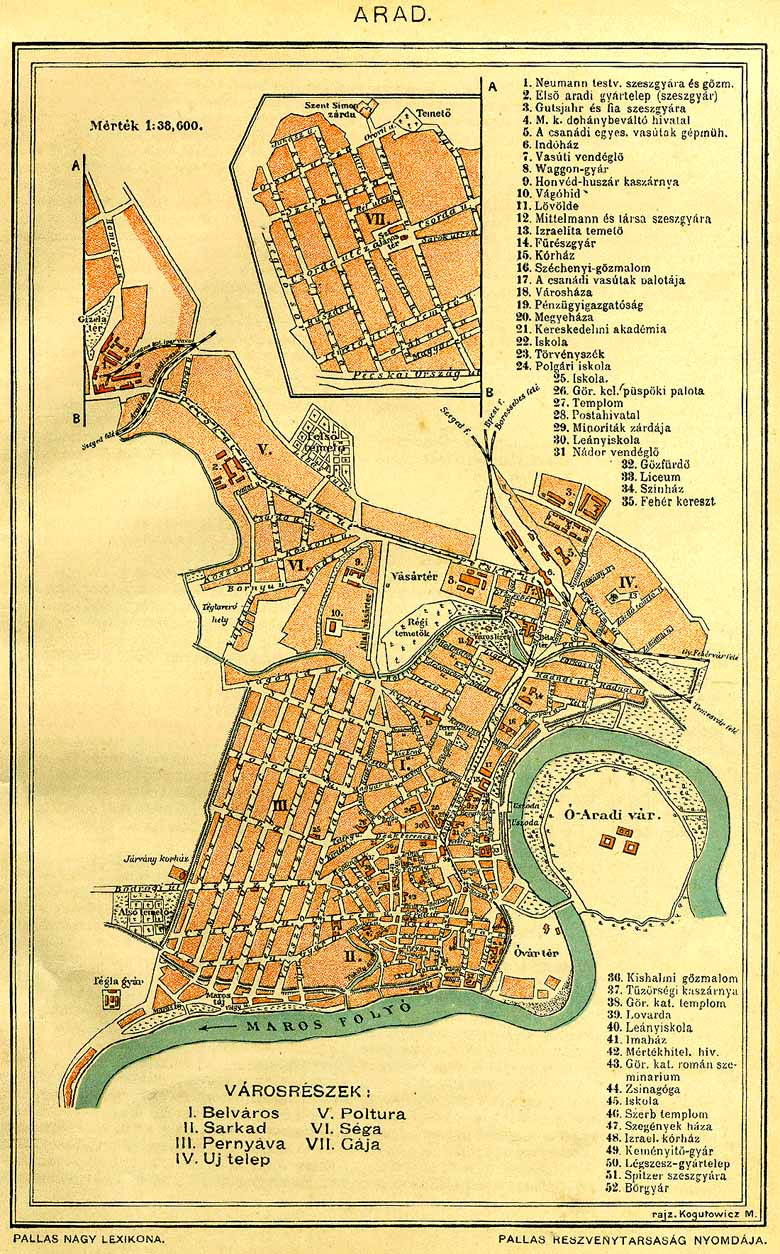
Stadtplan von Arad, 1897

Durch die neue Festung wurde Arad Garnisonsstadt und neben Temeswar wichtigster Militärstützpunkt im südöstlichen Teil von Österreich-Ungarn.
Das Toleranzpatent von Kaiser Joseph II. (1781) hob die bäuerliche Leibeigenschaft auf. Die Leibeigenenverordnung schreckte zwar die Grundherren, doch wagten diese nicht, die Vollstreckung zu verhindern, da der Bauernaufstand von Horia, Cloșca und Crișan (1782–1784) sie in Angst und Schrecken versetzte. Baron Günther, Kommandant der Württembergischen Legion in Arad, schlug schließlich bei Hellburg den Aufstand blutig nieder.
Die Französische Revolution von 1789 leitete das bürgerliche Zeitalter ein. Die Wiederherstellung der alten Verfassung (28. Januar 1790) weckte Arad zu neuer politischer Aktivität. Die Stadt kaufte sich von ihren feudalen Dienstleistungen los. 1834 erhielt sie in Anwesenheit von Kaiser Franz I. von Österreich den Titel einer königlichen Freistadt.
Die Stammgarnison der Festung war das 33. Infanterieregiment, eine Einheit, die an allen wichtigen Militärereignissen des Reiches teilgenommen hat. Im Gebäudetrakt neben der katholischen Kirche, die sich im Zentrum der Festung befand, wohnten franziskanische Mönche. Bis 1918 war die Festung eines der größten Militärgefängnisse des Reiches.

#### Revolution von 1848/49

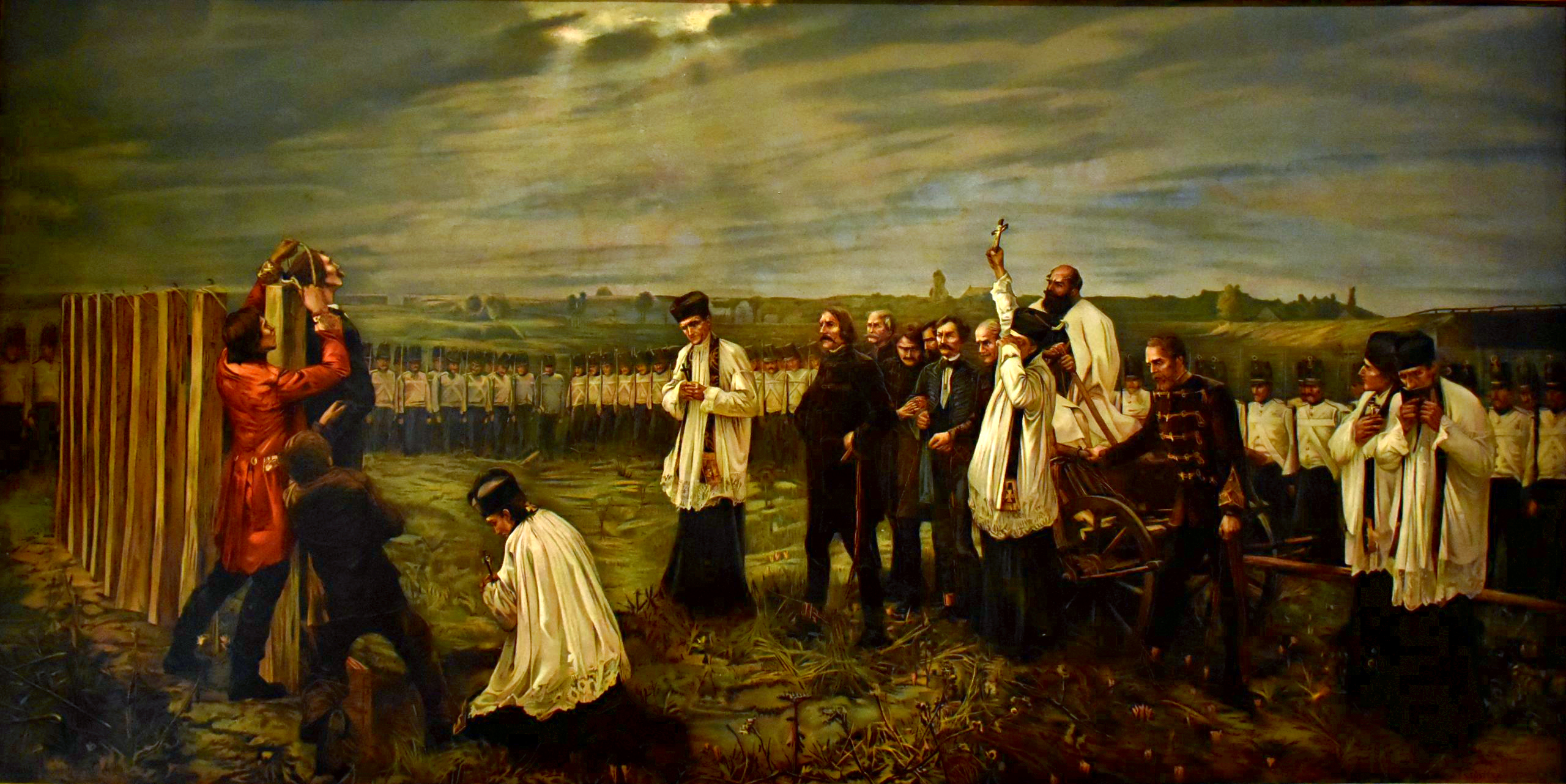
Hinrichtung der Märtyrer von Arad, Gemälde von János Thorma (1870–1937)

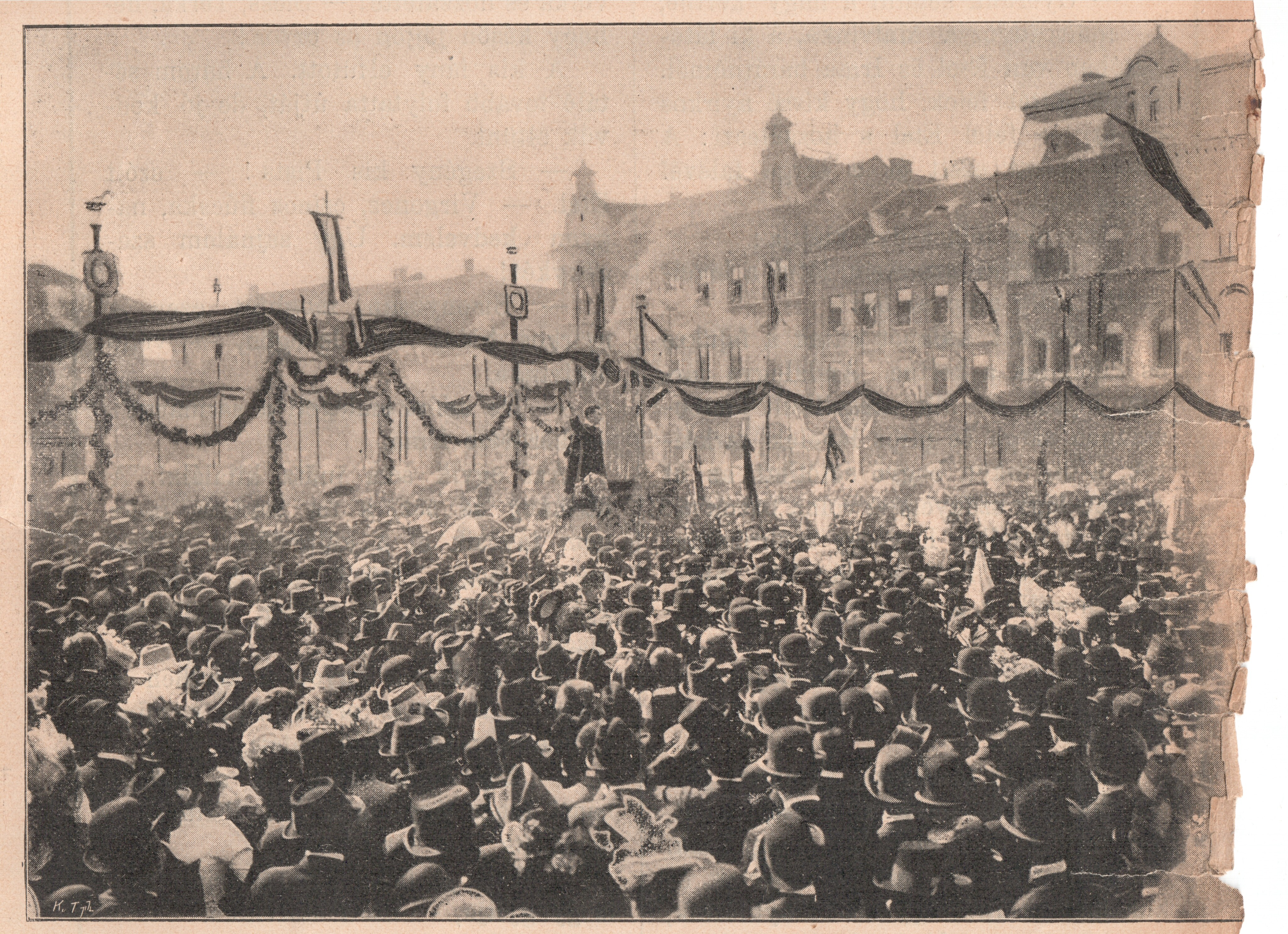
50. Jahrestag der Märtyrer von Arad am 6. Oktober 1899 in Arad

Ungarn hatte auf dem Pressburger Reichstag 1790 die Anerkennung der Eigenstaatlichkeit erreicht. Aus dem ständischen Ungarn agrarischer Prägung entwickelte sich ein moderner parlamentarischer Industriestaat. Bahnbrechende Persönlichkeiten waren István Széchenyi und Lajos Kossuth, der einen revolutionären Umbruch anstrebte.
Die Februarrevolution der Pariser 1848 beeinflusste auch die anderen europäischen Staaten. Fürst Metternich dankte ab. Kaiser Ferdinand V., König von Ungarn und Böhmen (1835–1848), trat zugunsten seines Neffen Franz Joseph I. zurück. Der österreichische Ministerpräsident Felix Fürst Schwarzenberg erließ am 4. März 1849 eine gesamtstaatliche Verfassung, die das Königreich Ungarn zu einem Kronland degradierte. Die Ungarn antworteten am 14. April 1849 mit der „Unabhängigkeitserklärung“ und der „Absetzung des Hauses Habsburg-Lothringen“.
Arad spielte eine bedeutende Rolle während der Ungarischen Revolution von 1848/49. Bis zum Juli 1849 vom österreichischen General Johann Nepomuk Berger von der Pleisse verteidigt, wurde die Stadt von den ungarischen Aufständischen eingenommen, die sie im späteren Verlauf der Revolte zu ihrem Hauptquartier machten. Von hier aus verkündete Lajos Kossuth am 11. August 1849 seine Proklamation, in dieser übergab er die oberste militärische und zivile Macht an Arthur Görgey. Die Revolutionsregierung Ungarns wählte am 30. Juli 1849 Arad zum Regierungssitz der ungarischen Republik.
Zur Niederschlagung der Revolution drangen die Österreicher von Westen her gegen die aufständischen Ungarn vor. Zar Nikolaus I. kam von Osten dem bedrängten österreichischen Kaiser zu Hilfe. Lajos Kossuth dankte ab und floh in die Türkei. Der Heerführer der Honveds, General Artúr Görgey, für einen Tag Staatspräsident, streckte am 13. August 1849 in Világos (Hellburg) vor den russischen Truppen die Waffen. Daraufhin nutzten österreichische Truppen die Festung als Gefängnis für 500 Offiziere der ungarischen Revolutionsarmee. Unter den 219 zum Tode Verurteilten befanden sich auch 13 Anführer und Generäle des Aufstands von 1848/49, die auf Befehl des österreichischen Generals Julius von Haynau am 6. Oktober 1849 (heute in Ungarn nationaler Gedenktag) hingerichtet wurden. Diese sind als die Märtyrer von Arad in die Geschichte eingegangen. Der 1881 errichtete Obelisk erinnert an diese Ereignisse.
Nach der Revolution von 1848/49 machten die Österreicher den Versuch einer großösterreichischen Lösung. Das kaiserliche Patent vom 18. November 1849 brachte die Neuordnung der Monarchie. Ungarn wurde unter Militärverwaltung gestellt und in fünf Provinzen aufgeteilt: das eigentliche Ungarn, Siebenbürgen, die Woiwodschaft Serbien und Temeser Banat, Kroatien-Slowenien und die Banater Militärgrenze. Nach der Niederlage der Habsburger im Sardinischen Krieg in der Schlacht bei Magenta und der Schlacht von Solferino (1859) erhielt Ungarn 1861 die Rechtsstellung von 1848 zurück. Die Schlacht bei Königgrätz 1866 leitete die kleindeutsche Einigung ein, was den Ausschluss Österreichs aus dem Deutschen Bund zur Folge hatte.

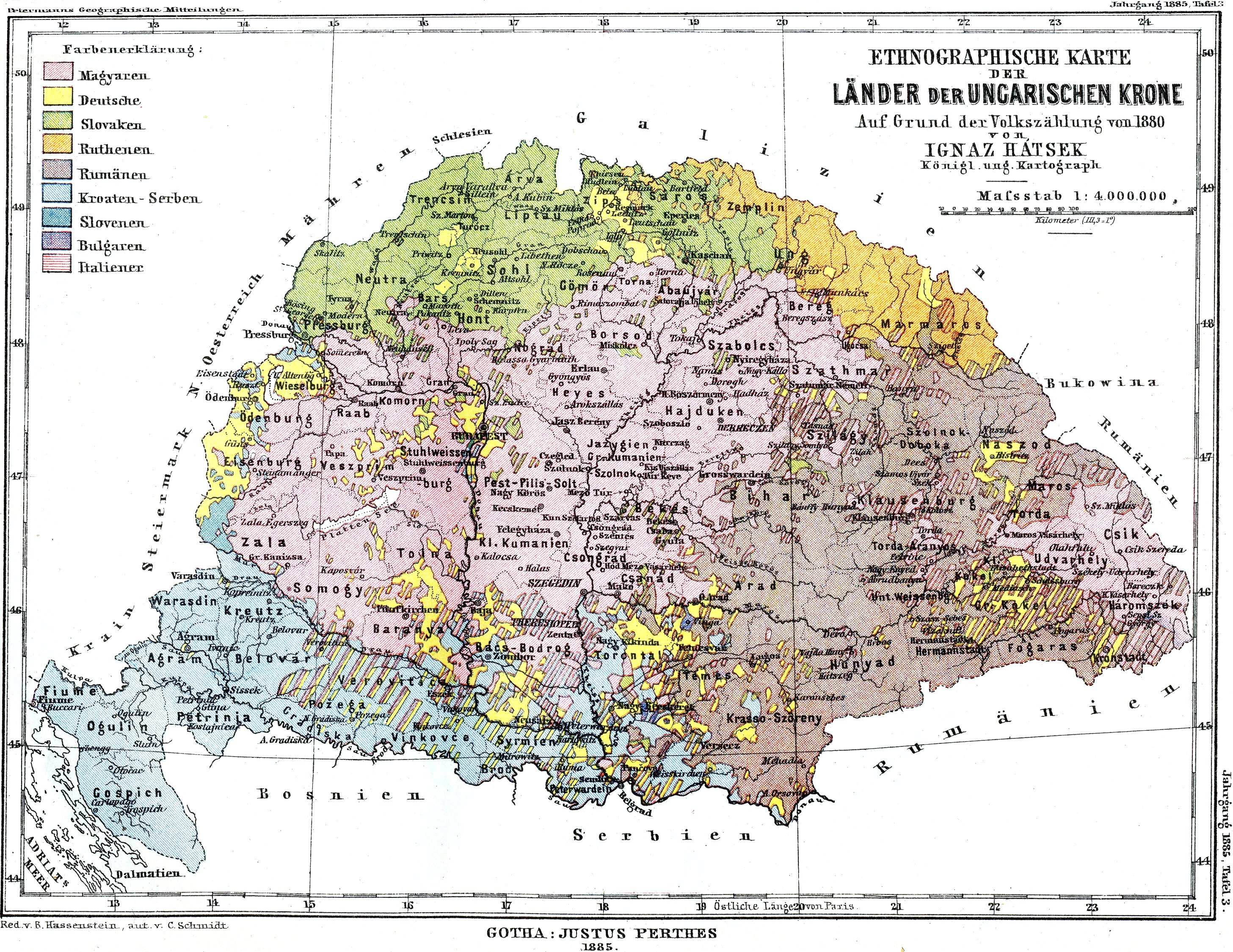
Sprachenkarte Ungarns nach der Volkszählung von 1880:
„Ó. Arad“ bezeichnet die Stadt,
„Arad“ (ohne Serifen) das Komitat

 Nach dem Österreichisch-Ungarischen Ausgleich wurde Ungarn ein souveränes Königreich, das mit Cisleithanien eine Realunion bildete. Gemeinsam für beide Teile war das Außen-, Kriegs- und Finanzministerium. Die Einheit der Armee blieb erhalten. Um dem Souveränitätsanspruch der Ungarn entgegenzukommen, wurde 1868 eine kleine Armee, die Honvéds, aufgestellt. Das ungarische Volk war mit den Vereinbarungen zufrieden. Die Nationalitäten in Ungarn forderten den freien Gebrauch der Muttersprache und territoriale Selbstverwaltung. Die Ungarn aber betrieben die Madjarisierung der Orts- und Familiennamen und versuchten durch Schulunterricht in ungarischer Sprache die mitwohnenden Nationalitäten einzuschmelzen, was aber im Umkehrschluss das nationale Erwachen der mitwohnenden Ethnien zur Folge hatte. Nach dem nationalen Erwachen begannen sich die Donauschwaben in berufsständischen, kulturellen, wirtschaftlichen und sozialen Organisationen zusammenzuschließen. Es entstanden der Lehrerverein (1868) und der Südungarische Landwirtschaftliche Bauernverband (1891). Am 30. Dezember 1906 wurde die Ungarische Volkspartei gegründet.

#### Zwischenkriegszeit und Zweiter Weltkrieg

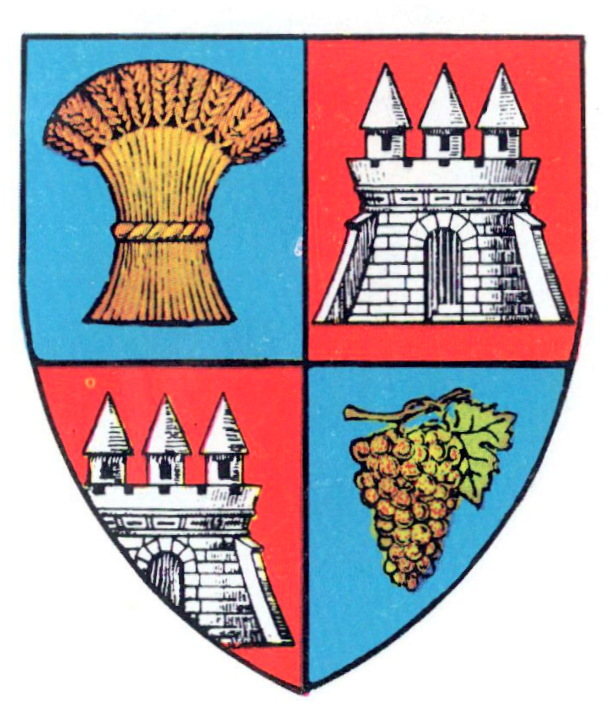
Arader Wappen in der Zwischenkriegszeit

Der Erste Weltkrieg brachte sowohl die sozialen als auch die nationalen Spannungen innerhalb der Donaumonarchie zum Ausbruch. Am 30. Oktober 1918 wurde der Nationale Rumänische Rat gegründet, der am 2. November seinen Zentralsitz von Budapest nach Arad verlegte. Die Führer des Rates waren die Arader Politiker Ștefan Cicio Pop, Vasile Goldiș, Ioan Suciu und Ioan Flueraș. Nationalräte gründeten auch die anderen Nationalitäten der Monarchie. Am 13. November kam eine Delegation der ungarischen Regierung, angeführt von Oskar Jaszi, nach Arad, um mit den Vertretern der Rumänen zu verhandeln. Trotz der zahlreichen Kompromisse, zu denen die ungarische Delegation bereit war, blieb die Stellung der Rumänen kategorisch: die totale Loslösung Siebenbürgens von Ungarn und die Vereinigung mit Rumänien. Der Nationale Rumänische Zentralrat mit Sitz in Arad ging daran, die plebiszitäre Große Nationalversammlung von Karlsburg (rumänisch Marea Adunare Națională de la Alba Iulia) zu organisieren. Diese fand am 1. Dezember 1918 statt und proklamierte die Vereinigung Siebenbürgens mit Rumänien.
Ende Dezember 1918 besetzten französische Truppen Arad. Die rumänische Armee hielt am 16. Mai 1919 ihren triumphalen Einzug. Am 10. Juli 1919 wurde die Verwaltung der Stadt vom rumänischen Staat übernommen. Durch ein neues Verwaltungsgesetz wurden 1919 alle Kreishauptstädte, somit auch Arad, zu Munizipien erklärt.
Durch die Pariser Vorortverträge (Saint-Germain, Trianon, Neuilly) wurde Arad dem rumänischen Staatsverband angegliedert. Die wirtschaftlichen, sozialen und politischen Änderungen beeinflussten das Bevölkerungswachstum und die Bevölkerungsstruktur. In der Folge änderte sich die ethnische Zusammensetzung durch Assimilation und durch Zuzug aus anderen Landesteilen grundlegend zugunsten der Rumänen. Arad entwickelte sich weiter zu einem industriellen Zentrum im Westen des Landes.
Der Zweite Wiener Schiedsspruch vom 30. August 1940 verlieh den Deutschen in Rumänien, Nordserbien und Kroatien den Status einer Körperschaft des öffentlichen Rechts mit Schulautonomie. Die Deutschen aus Rumänien leisteten ihren Wehrdienst in der rumänischen Armee, bis Rumänien am 19. Mai 1943 dem Dreimächtepakt beitrat. Danach wurden die Volksdeutschen zur Wehrmacht und zur Waffen-SS eingezogen.
Der Zweite Weltkrieg hatte schwerwiegende Folgen für die deutsche Volksgemeinschaft in Rumänien.
Das Dekret Nr. 830 vom 20. November 1940 erklärte die Deutsche Volksgruppe in Rumänien zur juristischen Person des öffentlichen Rechts. Die Volksdeutsche Mittelstelle (VoMi) in Berlin erhielt freie Hand, die Deutsche Volksgruppe zum politischen Willensträger des Reiches zu machen. Die Obmänner der Deutschen Volksgruppe wurden ab sofort nicht mehr gewählt, sondern von der VoMi berufen. Der dreißigjährige Andreas Schmidt wurde zum Volksgruppenführer ernannt.
Nach dem Königlichen Staatsstreich vom 23. August 1944 gelangte Arad ins Kreuzfeuer der rumänisch-sowjetischen und deutsch-ungarischen Truppen. Am 22. September 1944 zog sich die horthystische Armee aus der Stadt zurück und zerstörte dabei die Maroschbrücken, den Bahnhof und die Telefonzentrale. Ende Oktober und Anfang November 1944 bombardierte die Luftwaffe das Bahnhofsgebiet. Die Flüchtlingstrecks aus dem Banat und dem Arader Land setzten sich in Bewegung. Die Privilegien der Deutschen wurden aufgehoben (8. Oktober 1944) und ihr Bodenbesitz enteignet (23. März 1945). Arad wurde zum wichtigsten Flüchtlingszentrum im Westen Rumäniens. Im Januar 1945 fand die Deportation der Deutschen aus Rumänien in die Sowjetunion statt.

#### Nachkriegszeit
Nach Kriegsende kehrte die 1. Kavalleriedivision der rumänischen Armee nach Arad zurück (13. Juli 1945). Sowjetische Truppen wurden in der Festung untergebracht.
Die Anwesenheit der Roten Armee ermöglichte es den Kommunisten, die Führung der Stadt am 29. November 1944 zu übernehmen. Durch die Fälschung der Wahlergebnisse gelang es ihnen, die Wahlen von 1946 zu gewinnen. Durch die Abdankung des Königs und die Ausrufung der Volksrepublik (30. Dezember 1947) wurde die Demokratie endgültig beseitigt und den Kommunisten die völlige Machtübernahme ermöglicht. Es folgten die Maßnahmen zur Einführung des sowjetischen Modells: Nationalisierung der wichtigsten Produktionsmittel (11. Juni 1948), Einführung der Planwirtschaft (1. Juli 1948), Umorganisierung des Schulwesens nach sowjetischem Muster (3. August 1948). Gleichzeitig wurde die politische, wirtschaftliche und kulturelle Elite beseitigt. Die Revolte der Arbeiter der Textilfabrik, die mit der Ermordung des Parteisekretärs der Fabrik am 25. April 1947 gipfelte, hatte schwerwiegende Repressalien zur Folge, die jeden weiteren Widerstand unmöglich machten.
Nach dem Rückzug der sowjetischen Truppen (1958) kam es zu einer relativen Entspannungspolitik, welche 1964 im Zuge einer Amnestie die Entlassung der politischen Häftlinge ermöglichte. Die Machtübernahme Ceaușescus (1965) öffnete den Weg zum Nationalkommunismus. Nach einer kurzen und relativen Liberalisierung entwickelte sich das Regime in Richtung der Diktatur des Ceaușescu-Klans.

#### Revolution von 1989
Die Anfänge der Dezemberereignisse des Jahres 1989 wurden in Arad schnell wahrgenommen. Am 20. Dezember versammelten sich zahlreiche Arader vor dem Rathaus als Zeichen der Solidarität mit den Demonstranten aus Timișoara. Am 21. Dezember war Arad die zweite Stadt aus Rumänien, in der die kommunistische Führung gestürzt wurde.

## Bevölkerung

### Demografische Entwicklung

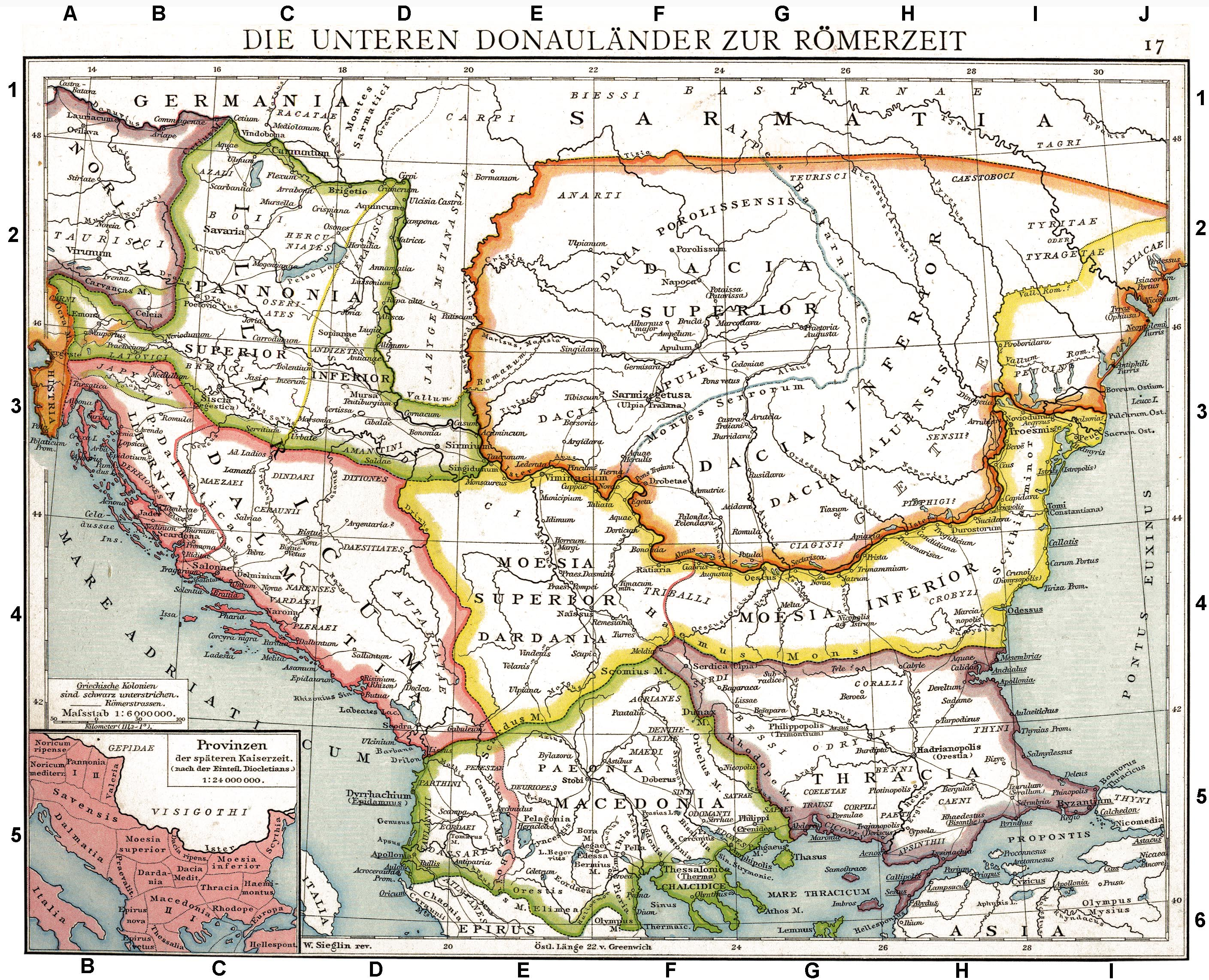
Südosteuropa zur Zeit der Römer (1. Jahrhundert n. Chr.)

Die autochthone Bevölkerung des Marosch-Kreisch-Raumes ist die ethnische Gruppe der Rumänen, egal ob es sich um latinisierte Daker oder um hier ansässig gewordene Makedo-Rumänen handelt. Sie lebten vorwiegend im Bergland, während die Slawen die Täler besiedelten.
Die Urheimat der Slawen sind die westliche Ukraine und die Pripjetsümpfe. Von hier breiteten sie sich nach Süden und Westen aus. Das awarische Eindringen in den Donauraum im 6. Jahrhundert löste auch die Landnahme der Slawen aus.
Die Wanderung des asiatischen Reitervolks der Magyaren spaltete die Slawen Pannoniens in zwei Teile, in die Südslawen und die Westslawen. Weitere slawische Zuwanderung in den Marosch-Kreisch-Raum erfolgte in der Zeit von König Sigismund (1387–1437) und des Kaisers Leopold I. (1640–1705) mit seinen Ansiedlungspatenten und der Errichtung der Marosch-Militärgrenze.
Nach der Vertreibung der Osmanen wurde das weitgehend menschenleere Land, dessen Bevölkerung durch Krieg, Seuchen und Verschleppung dezimiert worden war, mit Deutschen besiedelt. Diese trugen zur wirtschaftlichen Entwicklung des Arader Raumes entscheidend bei, indem sie die Flüsse eindämmten und die vernachlässigten Felder urbar machten. In den Städten siedelten vorwiegend Handwerker und Kaufleute. Auf dem Lande wurden südlich der Marosch Bauern auf Kameralgütern, nördlich der Marosch auf privaten Gründen angesiedelt. Arad wurde während der karolinischen Zeit (1722–1726) mit Deutschen besiedelt. Die Einwohnerzahlen der Stadt Arad stiegen in der Folgezeit rasant.
Die türkische Konskription aus dem Jahr 1579, die auf Befehl des Sultans Murad III. durchgeführt wurde, vermerkte für Arad und die nähere Umgebung eine Einwohnerzahl von 297 Familien.
Nach dem Frieden von Karlowitz (1699) wurde Arad zum Zentrum der österreichischen Grenzzone. Zu Beginn des 18. Jahrhunderts wurde Arad zum Zentrum der ostorthodoxen Eparchie von Arad. Nach Angaben von 1720 bestand die Bevölkerung der Stadt aus 177 rumänischen Familien, 162 serbischen und 35 ungarischen.
Eine großangelegte Ansiedlungspolitik führte zu einer spektakulären demografischen Entwicklung der Stadt im 19. Jahrhundert. 1804 hatte Arad 8.476 Einwohner, 1850 waren es 22.398 Einwohner, 1900 stieg die Anzahl auf 56.260 Einwohner. 1930 wuchs die Einwohnerzahl der Stadt durch die Einverleibung der benachbarten Dörfer sowie durch gezielte Zuwanderung aus anderen Landesteilen auf 77.181. In den 1970er Jahren stieg die Bevölkerungszahl als Folge der industriellen Entwicklung, des Zuzugs aus anderen Landesteilen und des Abtreibungsverbots (Vier-Kinder-Politik) des Diktators Nicolae Ceaușescu auf 171.193 Einwohner. 1990 erreichte die Einwohnerzahl Arads ihren Höhepunkt von 190.114. Seit 1990 ist die Bevölkerungszahl wegen des Geburtenrückgangs und der Abwanderung ins ländliche Umland, aber auch ins Ausland, stetig im Sinken begriffen. 2002 betrug die Einwohnerzahl 172.827.

### Ethnische Zusammensetzung
1880 lebten auf dem heutigen Stadtgebiet 45.199 Personen mit folgender ethnischer Zusammensetzung:
- 21.346 Ungarn (47,23 %)
- 11.172 Deutsche (24,72 %)
- 9.725 Rumänen (21,52 %)
- 1.775 Serben (3,93 %)
- 480 Slowaken (1,07 %)

2002 waren von den 172.827 Bewohnern:
- 142.968 Rumänen (84,6 %)
- 22.492 Ungarn (10,9 %)
- 3.004 Roma (1,74 %)
- 2.247 Deutsche (1,31 %)
- 605 Serben (0,36 %)
- 450 Slowaken (0,27 %)
- 251 Bulgaren (0,15 %)
- 157 Juden (0,10 %)
- 114 Ukrainer (0,07 %)

## Religionen

### Anfänge der Christianisierung

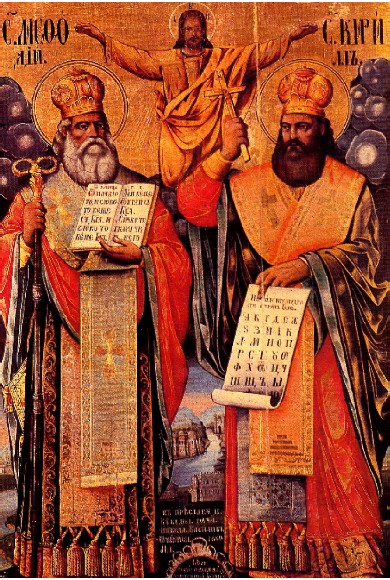
Die Slawenapostel Kyrill und Method von Saloniki

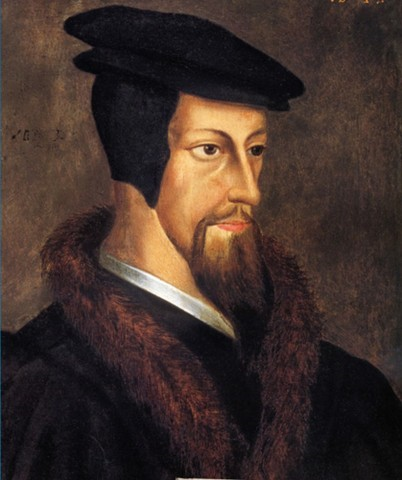
Johannes Calvin

Die Christianisierung des Donauraumes erfolgte in vier Phasen. Nach der ersten Christianisierung mit der römischen Herrschaft in Dakien ab 106 n. Chr. brachte die Völkerwanderung das arianische Christentum in den Theiß- und Karpatenraum. Die Slawenapostel Kyrill und Method missionierten vom Osten her in Südosteuropa. Die vierte Christianisierung begann mit der Gründung der Csanáder Diözese (1030). Bischof Gerhard (980–1046) und seine deutschen und italienischen Benediktiner brachten das christliche Leben in das pannonische Becken. Abteien, Stifte und Propsteien entstanden.
Die von König Béla II. (1131–1141) für Weltgeistliche gegründete Propstei Arad stand im heutigen Stadtteil Drăgășani. Zu ihren Vorrechten gehörten die Feuerprobe, die Gerichtsbarkeit über ihre Fronbauern und das Notariatsrecht. Ihr Salzprivileg war oft Richtschnur für weitere Salzrechtverleihungen des Königs.
Mit der durch die Kirchenspaltung von 1054 einhergehenden Aufsplitterung der Christenheit in eine lateinische und eine griechische Kirche wurde der Patriarch von Konstantinopel zum Oberhaupt aller orthodoxen Kirchen. Die Rumänen, Serben, Bulgaren, Griechen und Russen bekennen sich mehrheitlich zur griechisch-orthodoxen Kirche.
Die vorreformatorische hussitische Lehre fand im Kreis Arad mit den Grundherrn Giskra, Pan Pongrac und der Adelsfamilie Jakich eifrige Vertreter. Martin Luthers Reformation verbreitete sich in Südosteuropa zuerst in den deutschen Städten Ungarns. Markgraf Georg von Brandenburg mit seinen Besitzungen und Johann Kederessy traten im Kreis Arad für die lutherische Lehre ein. In den östlichen Teilen Ungarns gewann der Calvinismus, an der Spitze der Hauptmann von Lippa Peter Petrovich, die Oberhand über das Luthertum. Den Calvinismus sah man als „ungarische Religion“ an. Die mit dem Konzil von Trient (1545–1563) einhergehende innere Gegenreformation der katholischen Kirche von 1547 bis 1648 setzte in Südosteuropa erst nach der Türkenvertreibung ein.

### Römisch-katholische Kirche

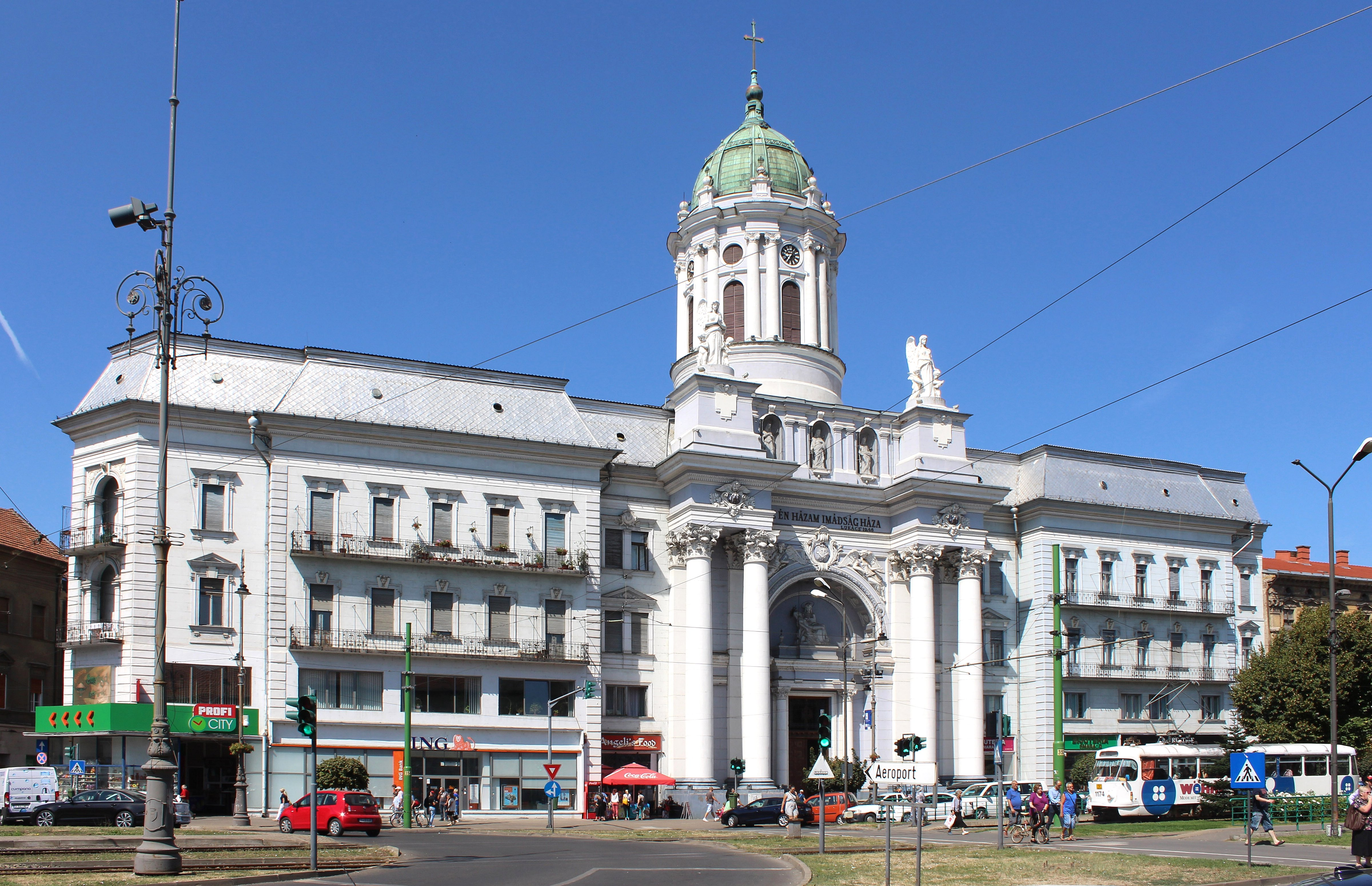
Katholische Kathedrale, 2017

Nach der Niederlage von Mohács 1526 verjagten die Türken die katholischen Bischöfe, zerstörten Domschule, Priesterseminar und das bischöfliche Archiv und ließen die architektonischen Kunstwerke verfallen. Um die Mitte des 17. Jahrhunderts bestand selbst in den bedeutendsten Ortschaften des Kreises keine Pfarrei mehr.
Nach der Türkenvertreibung und den Friedensschlüssen von Karlowitz (1699) und Passarowitz (1718) begann die Besiedlung und der Neuaufbau des Landes und der Kirche. Katholische Siedler wurden ins Land gerufen, um das katholische Element im teilweise evangelischen Ungarn zu stärken.
Die römisch-katholische Kirche begann Ende des 17. Jahrhunderts ihre Tätigkeit in Arad, als Franziskaner-Minoriten sich mit der Kaiserlich-habsburgischen Armee in der alten Arader Festung niederließen, wo auch die erste katholische Kirche gebaut wurde.
Die erste Kirchengemeinde wurde 1702 von Pater Kamill Höfflich gegründet, einem Minoritenpater der Kölner Provinz und Militärseelsorger des Regiments Liechtenstein. Einer ersten Holzkirche folgte 1710 eine Steinkirche und 1751 die barocke Kloster- und Stadtkirche. Der heutige Monumentalbau der katholischen Kathedrale entstand 1902 bis 1914 im Stil der Neorenaissance.
Katholische Pfarrgemeinden gibt es heute in den Vierteln Grădiște, Șega, Neuarad und Gai.
An katholischen Klöstern gab es im Laufe der Zeit das Minoritenkloster (1702) sowie die Franziskanerklöster „Ad B.M.V. Reginam Angelorum et S. Franciscum stigmatisatum“ (1705) und „St. Josephum“ in der neuen Festung (1781).
Die ungarische und deutsche Minderheit ist vorwiegend katholisch.

### Orthodoxe Kirche

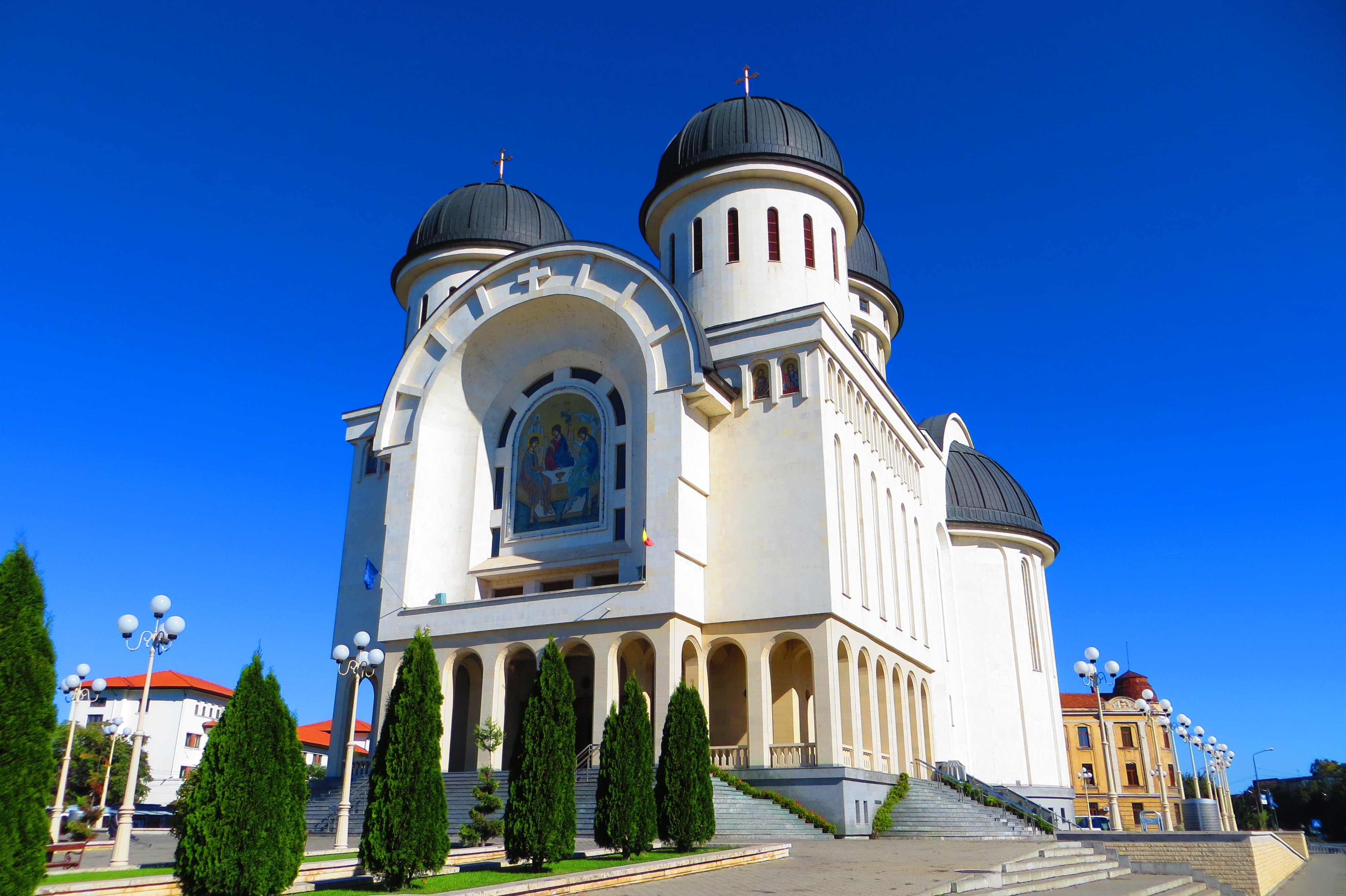
Orthodoxe Kathedrale, 2013

Bereits im 15. Jahrhundert soll die orthodoxe Kirche auf dem heutigen Stadtgebiet ihre ersten Wurzeln geschlagen haben. Die bis ins 19. Jahrhundert unter serbischer Hierarchie stehende griechisch-orthodoxe Kirche verlegte mit Genehmigung König Leopolds I. (1657–1705) am 20. August 1690 ihren Bischofssitz von Ineu nach Arad.
In der ersten Hälfte des 18. Jahrhunderts existierten in Arad zwei orthodoxe Gemeinschaften: eine serbische Kirche Peter und Paul in der „serbischen Stadt“ und eine rumänische Johannes der Täufer auf dem Gelände des heutigen Moise-Nicoară-Lyzeums. 1756 gestaltete man das Kloster aus dem heutigen Stadtviertel Gai zur Sommerresidenz der Bischöfe.
Das Anwachsen der orthodoxen Gemeinschaft bewog den Bischof Pavel Avacumovici 1791 zum Bau einer neuen Kirche, die über der alten Johannes-der-Täufer-Kirche errichtet wurde. Sie wurde während der Revolution von 1848/49 bombardiert und nachträglich auf Befehl der österreichischen Behörden abgerissen. Eine neue Kathedrale entstand zwischen 1861 und 1870 an der Ostseite des „Großen Marktes“.
Im Jahre 1865 wurde die Orthodoxe Rumänische Metropolie Siebenbürgens wieder ins Leben gerufen. Dieser wurde das Bistum Arad angeschlossen, das sich somit von der serbischen Vormundschaft befreite.
Nach dem Staatenwechsel infolge des Friedensvertrags von Trianon unterstützte die rumänische Regierung den Bau orthodoxer Kirchen in den neu gewonnenen Landesteilen. Die rumänische Verfassung vom 28. März 1923 gliederte die Religionsgemeinschaften in drei Rangstufen:
- die Griechisch-orthodoxe Rumänische Kirche
- die Griechisch-katholische Rumänische Kirche und
- alle übrigen, nichtrumänischen Kirchen.

Nach Artikel 72 erhielten alle rumänischen Metropoliten und Bischöfe einen Sitz im Senat, die übrigen Kirchen nur je einen Sitz. Die Rumänen besaßen somit 18 bischöfliche Senatoren, die 1,5 Millionen Katholiken nur einen.
Der bereits 1934 geplante Bau einer orthodoxen Kathedrale wurde erst im Jahre 1994 begonnen und mit Spendengeldern aus aller Welt sowie aus eigenen Mitteln ein repräsentativer Kirchenbau im byzantinischen Stil an der Piața Podgoriei im Stadtzentrum errichtet.
Orthodoxe Kirchen wurden auch in den Stadtbezirken errichtet:
- II. Bezirk Micălaca: eine orthodoxe Kirche im 18. Jahrhundert und eine neue 1845
- III. Bezirk Șega: 1933
- IV. Bezirk Aradul Nou: eine orthodoxe Kirche im 17. Jahrhundert und eine neue 1937
- VI. Bezirk: Grădiște: 1940
- VII. Bezirk Gai: 1936
- VIII. Bezirk Bujac: 1976
- XIII. Bezirk Sânnicolau Mic: eine orthodoxe Kirche Anfang des 18. Jahrhunderts und eine neue 1804[6]

Die Stadt ist Sitz eines rumänisch-orthodoxen Bischofs sowie eines rumänisch-orthodoxen theologischen Seminars.

### Griechisch-katholische Kirche

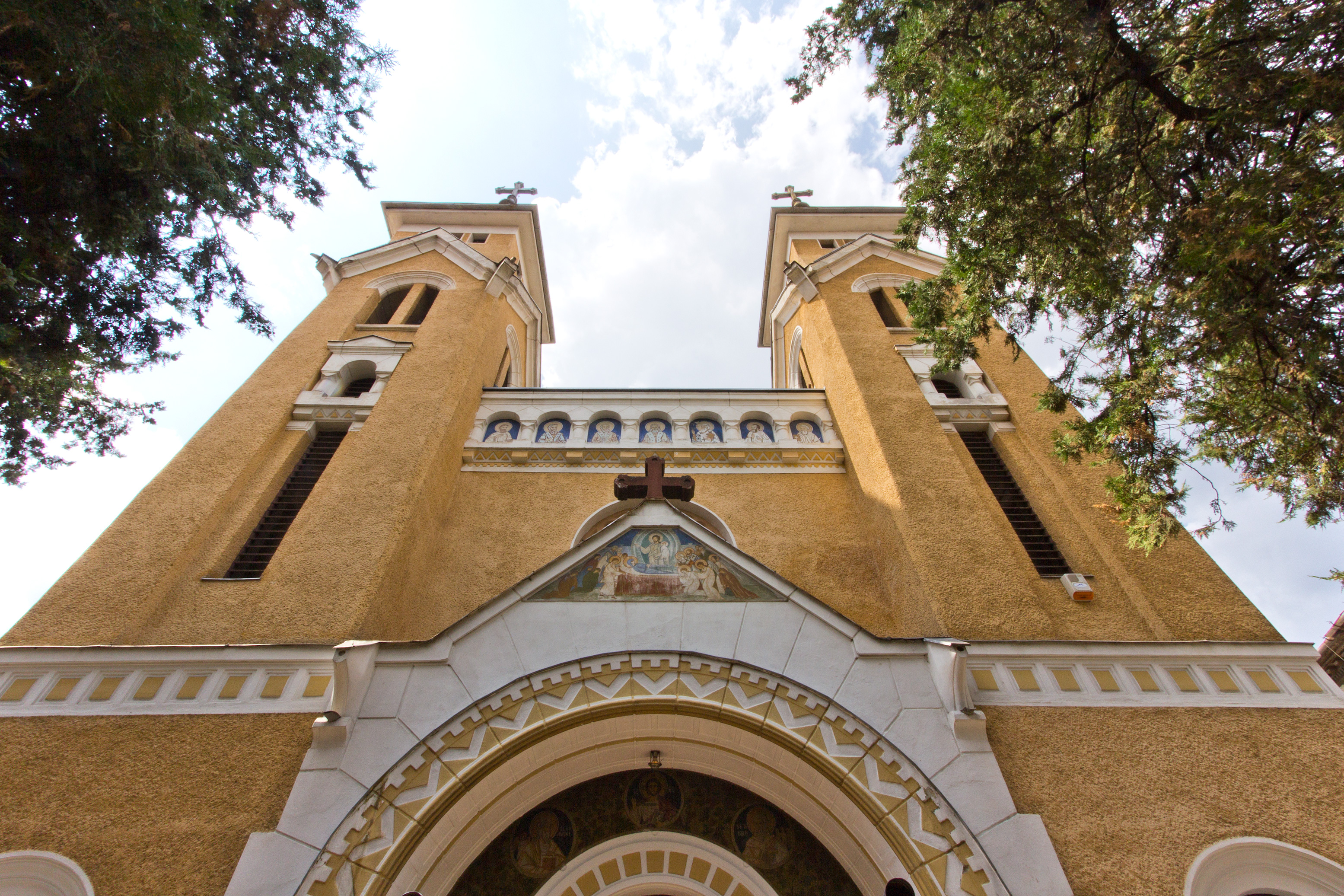
Griechisch-katholische Kirche, Arad, 2011

Zur Gründung der griechisch-katholischen (unierten) Kirche führten die Unionsbestrebungen des Kardinals Leopold Graf von Kollonitsch. Die Ukrainer der Karpatenukraine schlossen sich 1649 der römischen Kirche an. Auf der Synode von Brest-Litowsk von 1596 vereinigten sich die Russen mit Rom. Die Rumänen unterzeichneten 1697 die von Bischof Theophilus in Alba Iulia vorbereitete Unionserklärung, der sich auch Nachfolger Athanasius (1700) anschloss. Im Jahre 1721 entstand das unierte Bistum Făgăraș, dem das Bistum Oradea folgte. Die Unierten durften ihre Kirchensprache, die ostkirchliche Liturgie, die Kommunion unter beiden Gestalten und die Eheschließung vor der Priesterweihe behalten.
Die griechisch-katholische Kirche ist seit 1770 in Arad vertreten und hat seit 1776 eine eigene Kirche. Eine neue wurde in der Zeitspanne 1912 bis 1923 errichtet. In der Zwischenkriegszeit wurde mit dem Bau einer Kirche im Stadtviertel Șega begonnen. Nach der Auflösung der griechisch-katholischen Kirche durch das kommunistische Regime (1948) wurden deren Kirchenbauten von den Orthodoxen übernommen. Die griechisch-katholische Kirchengemeinde wurde 1991 wiederbelebt.

### Reformierte Kirche
Die reformierte Kirche existiert in Arad seit dem 16. Jahrhundert. Der heute genutzte Kirchenbau wurde 1852 fertiggestellt. Reformierte Pfarrgemeinden gibt es in den Bezirken Gai und Grădiște.

### Evangelisch-Lutherische Kirche

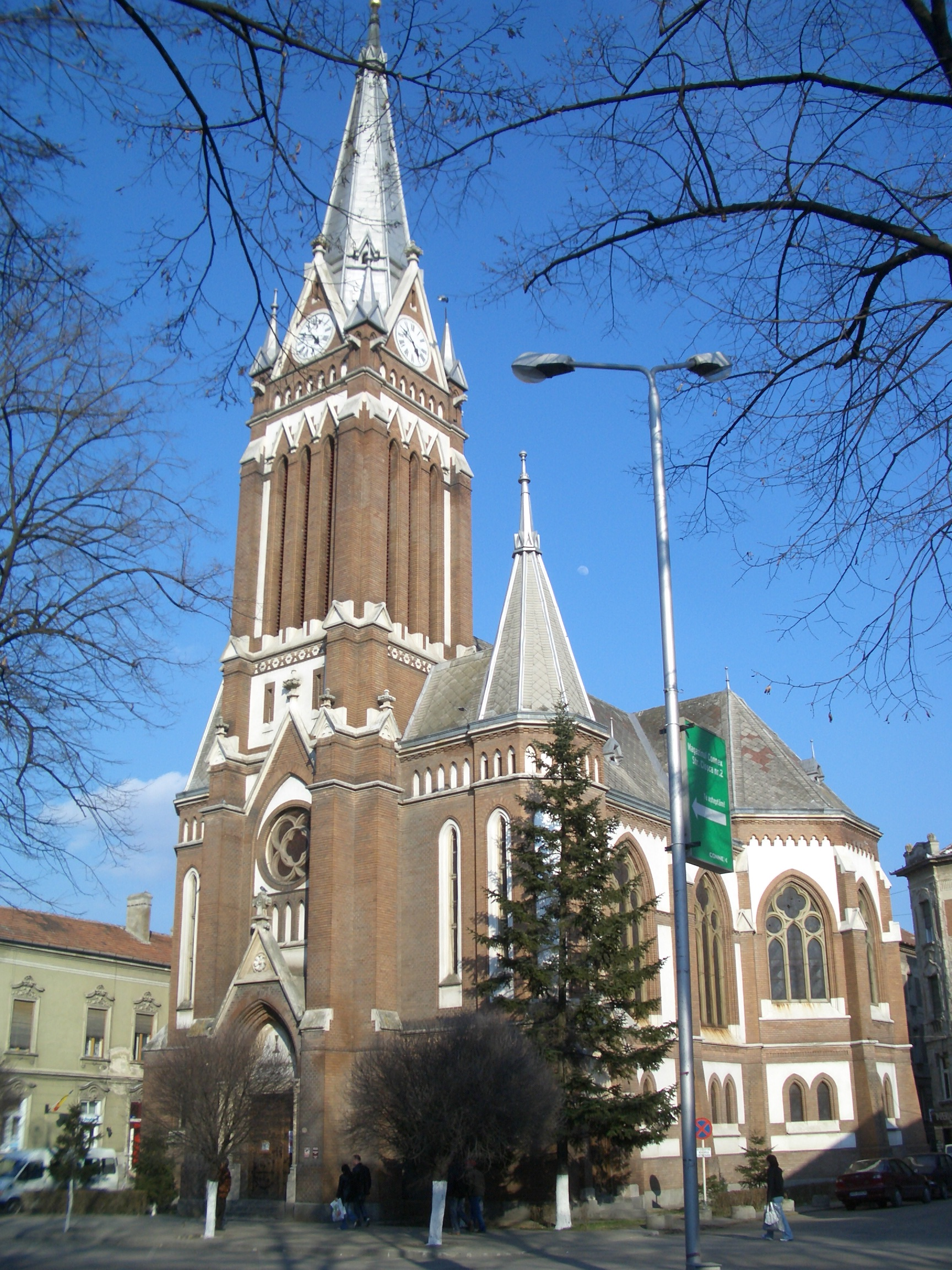
Evangelische („rote“) Kirche, 2005

Eine evangelische Gemeinde besteht seit der ersten Hälfte des 19. Jahrhunderts in Arad. Ihr Anwachsen und die damit verbundenen finanziellen Mittel ermöglichten den Bau der 1906 vollendeten Roten Kirche. Die Rote Kirche wurde in neugotischem Stil erbaut. Sie ist mit einem reich verzierten Portal, einem 30 m hohen Turm und einem spätgotischen Altar ausgestattet. Den Namen „Rote Kirche“ verdankt sie ihrer Außenverblendung aus rotem Backstein.

### Freikirchen
Freikirchen begannen ihr Wirken in Arad in der ersten Hälfte des 19. Jahrhunderts. 1879 gründeten die Baptisten eine Kirche in Micălaca. Anfang des 20. Jahrhunderts wurden die adventistische und eine Pfingstgemeinde ins Leben gerufen.

### Judentum
Die jüdische Gemeinde wurde in der ersten Hälfte des 18. Jahrhunderts eine aktive Komponente des religiösen Lebens der Stadt. Sie ließ sich im östlichen Teil der ehemaligen „Serbischen Stadt“ nieder. Ein Ausdruck des Wohlstandes der Gemeinschaft ist auch der 1834 eingeweihte Gebäudekomplex, in dessen Mitte sich die Synagoge befindet. Eine bedeutende Rolle im jüdischen Leben der Stadt spielte Rabbiner Aaron Chorin, ein früher Befürworter des Reformjudentums.

## Bildungseinrichtungen

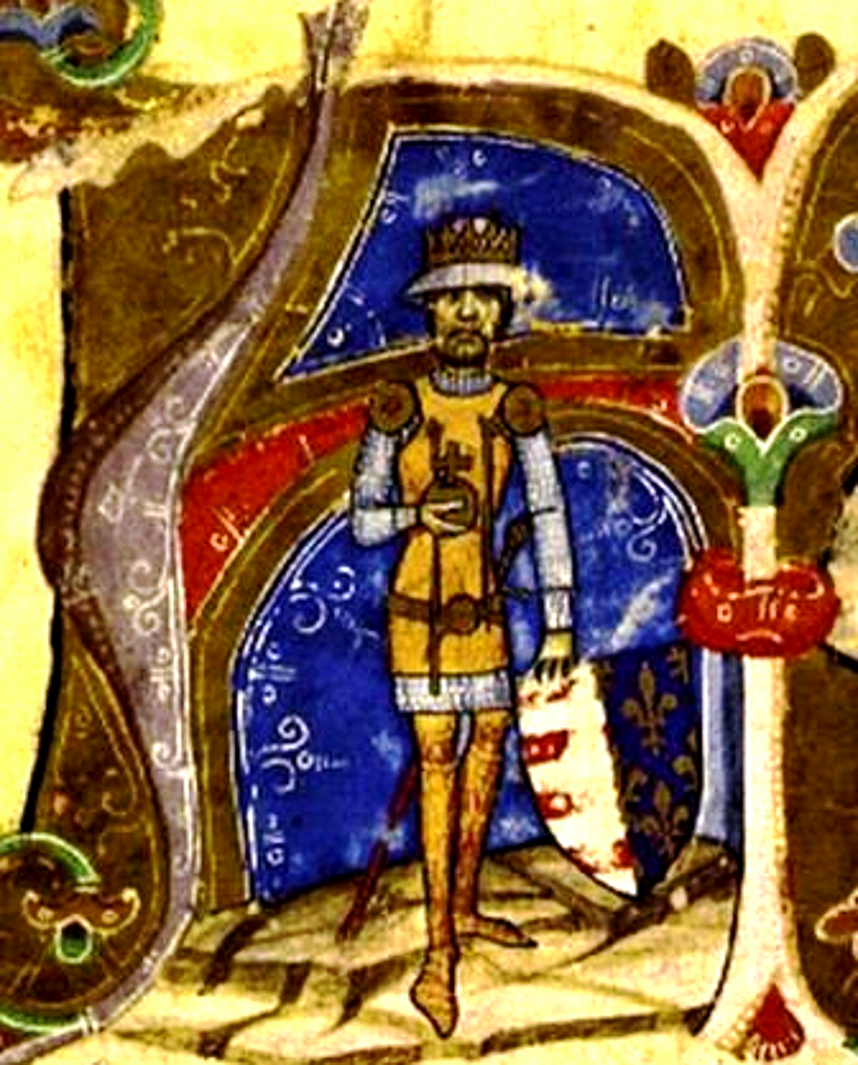
Karl Robert von Anjou, 1360

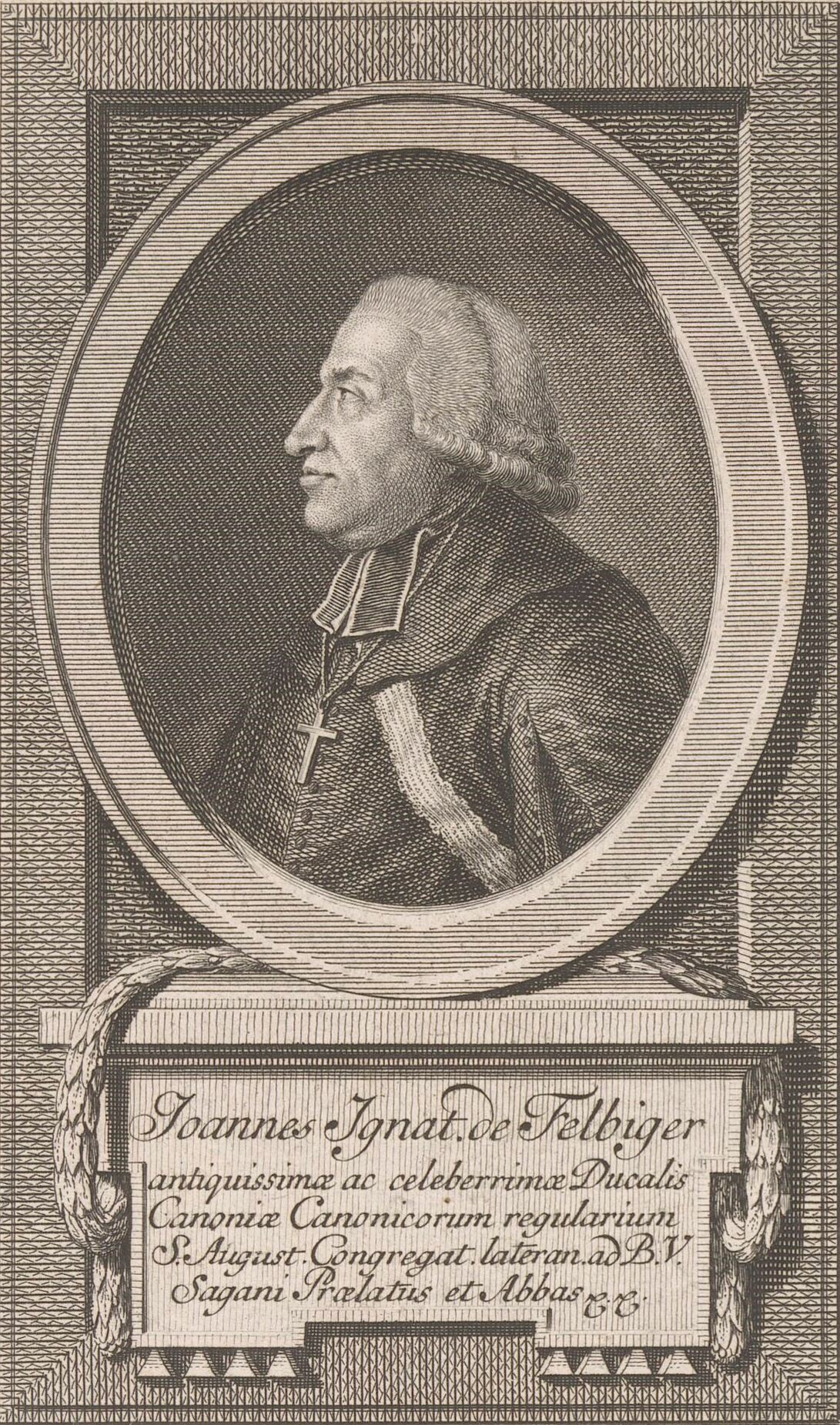
Johann Ignaz von Felbiger, 1775

### Anfänge
Im Zuge der Christianisierung des Marosch-Kreisch-Raumes bemühte sich die Kirche neben ihrer missionarischen Tätigkeit um die Erziehung und Bildung der Jugend. Gegen Ende des Mittelalters schalteten sich die Städte mit ihren Stadt- und Lateinschulen in die Erziehung und Bildung der Jugend ein. Bischof Gerhard errichtete in der Zeit 1030 bis 1037 in Morisena (Csanád) ein Priesterseminar. Die Kapitelschule in Arad entstand im 12. Jahrhundert. König Karl Robert von Anjou gründete 1325 in Lippa eine Klosterschule (Minoriten). Die Neuzeit brachte einen tief greifenden Strukturwandel. Der Humanismus stellte das Ideal einer an der Antike orientierten Menschlichkeit auf. Während der Hochblüte des Humanismus in Westeuropa gehörten Arad und seine Umgebung dem Osmanenreich an. Christliches Bildungswesen wurde unmöglich, und nur im Schatten der wenigen Moscheen gab es jeweils eine Moslemschule. Die Zeit des Absolutismus ist gekennzeichnet durch eine Machtkonzentration in der Hand der Landesfürsten.

### 18. Jahrhundert
Das Schulwesen fand anfangs in konfessionellen Schulen statt.
Kaiserin Maria Theresia legte die Grundlage für ein modernes Schulwesen. Die erste deutschsprachige Volksschule in der „Deutschen Stadt“ errichtete 1703 der Minoritenpater Kamill Höfflich, ihm folgte der Franziskaner Franz Preißler  1705 in der Festung und der „Serbischen Stadt“.
Der Unterricht fand in deutscher Sprache statt. In den nächsten Jahren wurden zwei orthodoxe Schulen und eine katholische Schule mit ungarischer Unterrichtssprache gegründet. Die Schulen wurden von den Glaubensgemeinschaften und vom Stadtrat finanziell unterstützt.
Das erste Lyzeum wurde 1733 von den Armen Schulschwestern Nôtre Dame eingerichtet. Eine Lateinschule wurde 1745 ins Leben gerufen. 1774 wurde das Schulwesen neu organisiert.
Im Geiste des aufgeklärten Absolutismus beauftragte Maria Theresia den Abt Johann Ignaz von Felbiger (1724–1788) mit der Ausarbeitung der am 6. Dezember 1774 erschienenen „Allgemeine Schulordnung für die deutschen Normal-, Haupt- und Trivialschulen“ für die deutschen Schulen der Erbländer der Habsburgermonarchie. Sie fand in der am 12. August 1776 genehmigten „Ratio Educationis“ in Ungarn ihre praktische Anwendung. Die neue Schulordnung kannte drei Schularten: Trivial-, Haupt- und Normalschulen. Die Trivialschulen waren einfache Landschulen; in den kreisstädtischen Hauptschulen wurden neben den Fächern der Trivialschulen auch Latein, Aufsatz, Geometrie, Physik, Erdkunde und Geschichte unterrichtet; die Normalschulen waren Ausbildungsstätten für Lehrer.

### 19. Jahrhundert
Das deutsche Schulwesen der Stadt und des Komitats Arad geriet im 19. Jahrhundert in das Aktionsfeld der ungarischen Assimilationspolitik. Der Österreichisch-Ungarische Ausgleich (1867) brachte mit dem Schulgesetz von 1868 eine schulpolitische Wende. Die ungarische Sprache wurde Schul- und Pflichtfach (1879) in allen Minderheitenschulen. Das „Apponyische Schulgesetz“ (1907) war die letzte Steigerung zur Durchsetzung der ungarischen Sprache in den Schulen. Der Muttersprachunterricht begann erst im 3. Schuljahr mit wöchentlich drei Unterrichtsstunden. In der Zeit von 1867 bis 1918 war die Staatsschule ein Instrument der Einschmelzung der in Ungarn lebenden Minderheiten.
Die Gründung der „Preparandia“ im Jahre 1812 war von entscheidender Bedeutung für die kulturelle und politische Emanzipation der Rumänen. Hier wurden Lehrer für rumänische Schulen ausgebildet. Das Schulgesetz von 1868 erlaubte den Glaubensgemeinschaften, den öffentlichen Vereinen und dem Staat, Schulen zu gründen. Im Jahre 1873 gab es in Arad außer der „Preparandia“ weitere vier rumänische Schulen in den Bezirken Centru, Micălaca, Pârneava und Șega. Ungarische Schulen gab es im Schuljahr 1884/1885 elf. Seit 1792 funktionierten noch eine serbische Schule und seit 1832 eine jüdische. Die Budapester Regierung führte 1883 Ungarisch als Pflichtfach in allen Schulen ein.

### 20. Jahrhundert

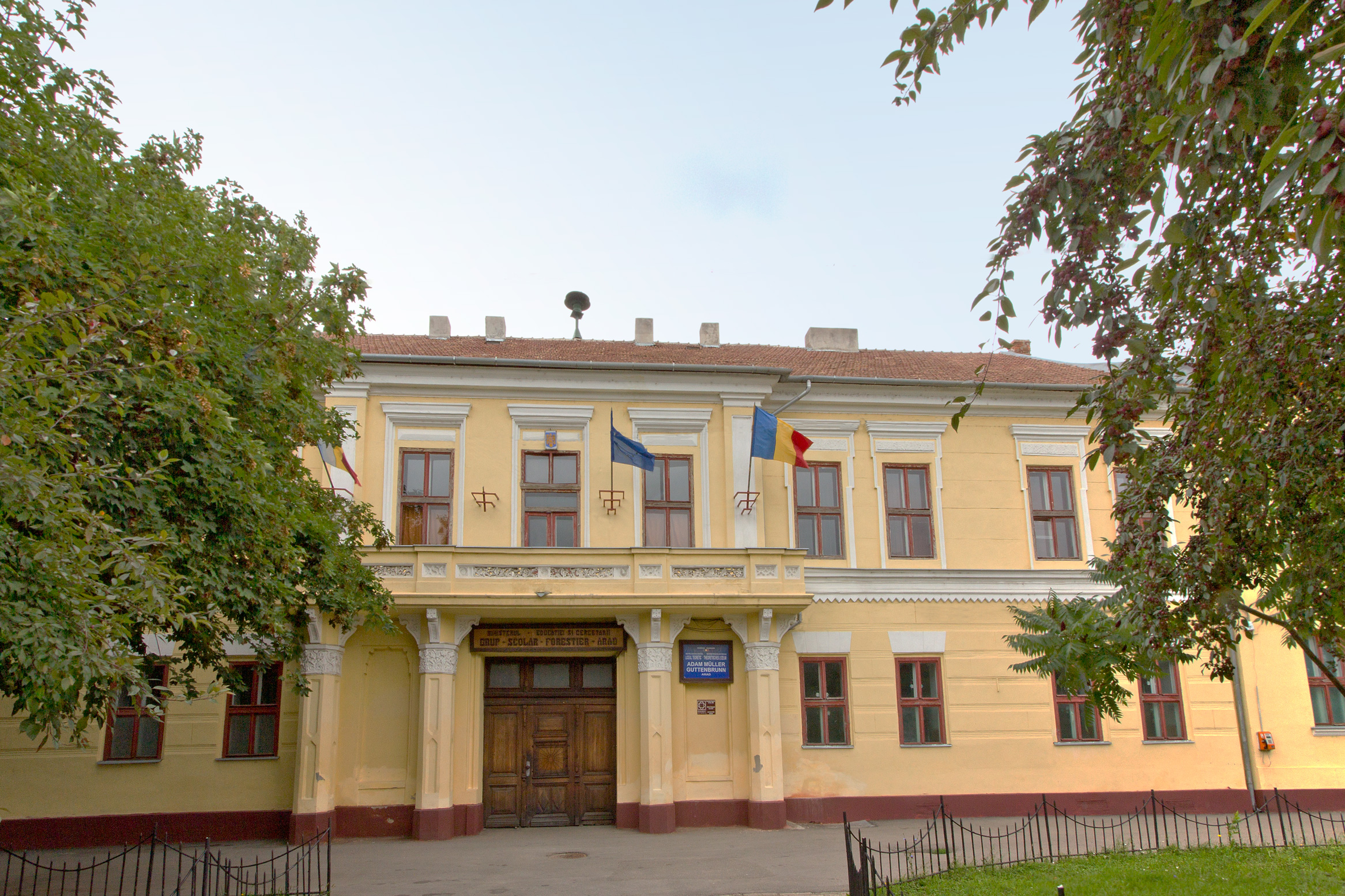
Adam-Müller-Guttenbrunn-Lyzeum, 2011

#### Zwischenkriegszeit
Nach dem Ersten Weltkrieg entstanden die ersten rumänischen Lyzeen: „Colegiul Național Moise Nicoara“ und „Colegiul Național Elena Ghiba Birta“.
Der Aufbau der Staatsschulen stützte sich auf das Schulgesetz vom 30. Juni 1924. Mit der Regierung Constantin Anghelescu (1922–1926, 1933–1937) setzte eine minderheitenfeindliche Schulpolitik ein. Im April 1937 wurde die Volksschul-Oberstufe (5., 6. und 7. Klasse) romanisiert; 1938 eine ganze Reihe von deutschen Direktoren von Rumänen abgelöst. Im Januar 1938 entschied Unterrichtsminister Petrovici, dass an allen Staatsschulen die rumänische Sprache und die so genannten „Nationalfächer“ nur von Rumänen unterrichtet werden dürfen. Um die deutschsprachigen Staatsschulen besser betreuen zu können, errichtete der Schulbeauftragte der Deutschen Volksgruppe, Franz Kräuter, 1940 im Rahmen des „Banater Deutschen Kulturvereins“ eine Dienststelle (Schulamt), die Karl Waldner leitete. Neben den Staatsschulen wurden die katholischen und evangelischen Kirchenschulen aufgebaut. Sie stützten sich auf das Partikularschulgesetz von 1926. Mit dem Dekret Nr. 830 vom 20. November 1940 wurde die Deutsche Volksgruppe in Rumänien zur juristischen Person öffentlichen Rechts erklärt. Das Dekret Nr. 977 vom 7. November 1941 machte die Deutsche Volksgruppe zum Träger deutschsprachiger Schulen. Aus dem Bericht des Volksgruppenführers Andreas Schmidt an den Chef der Reichskanzlei Hans Heinrich Lammers geht hervor, dass die Volksgruppe 1942 insgesamt 152 Kindergärten, 478 Volks-, 12 Mittel- und 9 Oberschulen sowie 4 Lehrer- und Lehrerinnenbildungsanstalten mit zusammen 67.293 Schülern und 1.707 Lehrern betreute und leitete.
Die deutschen Schulen im Arad der Zwischenkriegszeit waren:
- 1920 Deutsche Bürgerschule, später nach Neuarad verlegt
- 1936–1942 Katholisches Mädchengymnasium
- 1940–1944 Adam Müller-Guttenbrunn-Gymnasium Arad
- 1942–1944 Deutsches Mädchengymnasium Arad
- 1941–1944 Deutschsprachiger Handelskurs Arad
- 1942–1944 Deutsche Handelsschule Arad
- 1941–1944 Deutsche Berufsschule Arad
- 1936–1944 Deutscher Kindergarten Arad
- 1941–1944 Deutsche Sprachkurse des Goethe-Institutes, Arad[13]

#### Sozialistische Ära
Nach dem Umsturz vom 23. August 1944 setzte ein grundlegender Wandel ein. Die Kirchenschulen wurden im Herbst 1944 durch das Gesetz vom 3. August 1948 verstaatlicht. Das Bildungswesen wurde einer zentralen politischen Lenkung unterworfen. Ideologische Grundlage dafür waren die Prinzipien des Marxismus-Leninismus. Einer, der sich im Rahmen der gegebenen Möglichkeiten für den Aufbau deutscher Schulen in Arad einsetzte, war Josef Schneider.
Nach dem Zweiten Weltkrieg wurde infolge der Schulreform von 1948 die Fakultät für Tiermedizin gegründet, die 1956 nach Timișoara verlegt wurde.

### 21. Jahrhundert
Schulinspektorat

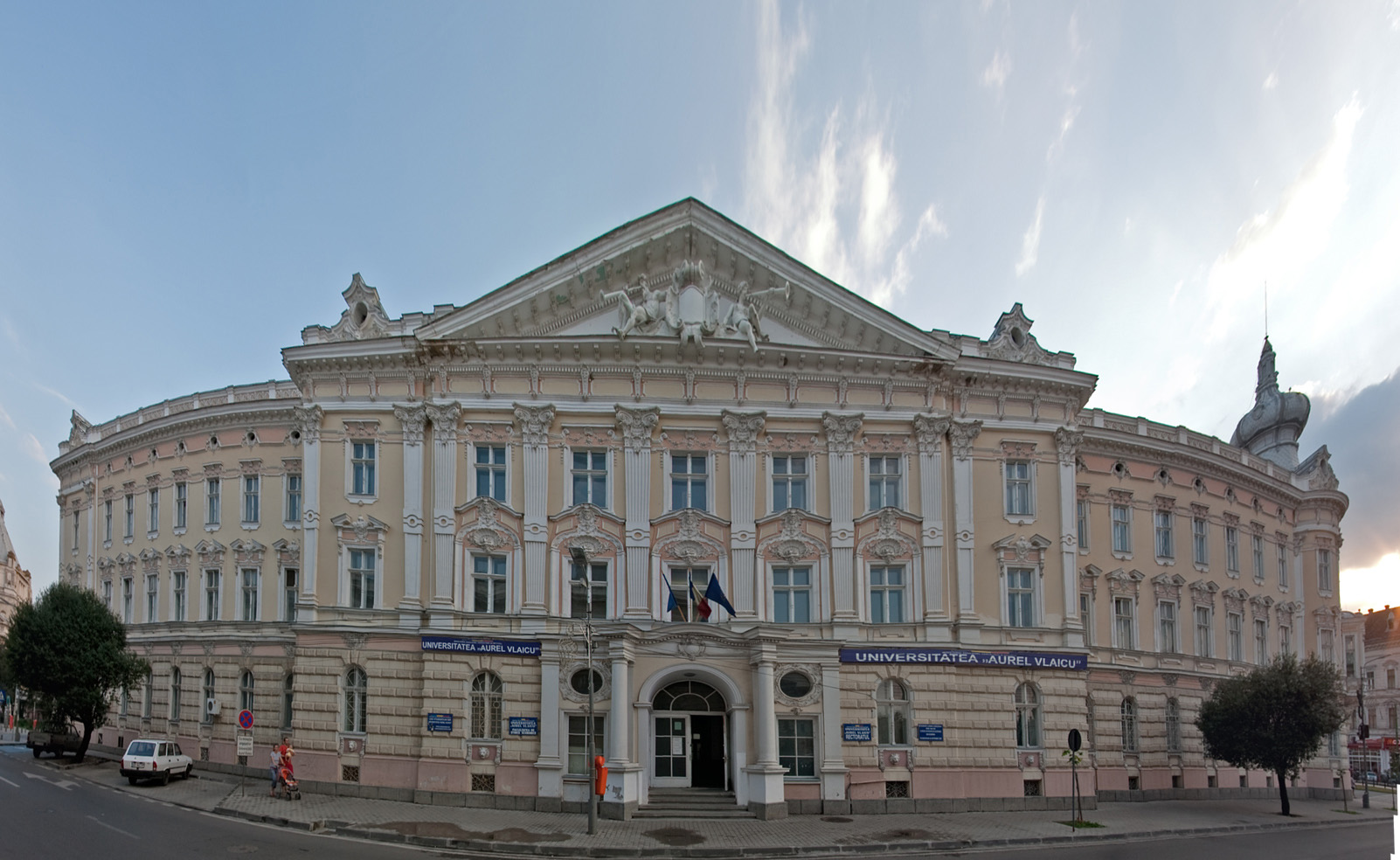
Aurel-Vlaicu-Universität, 2010

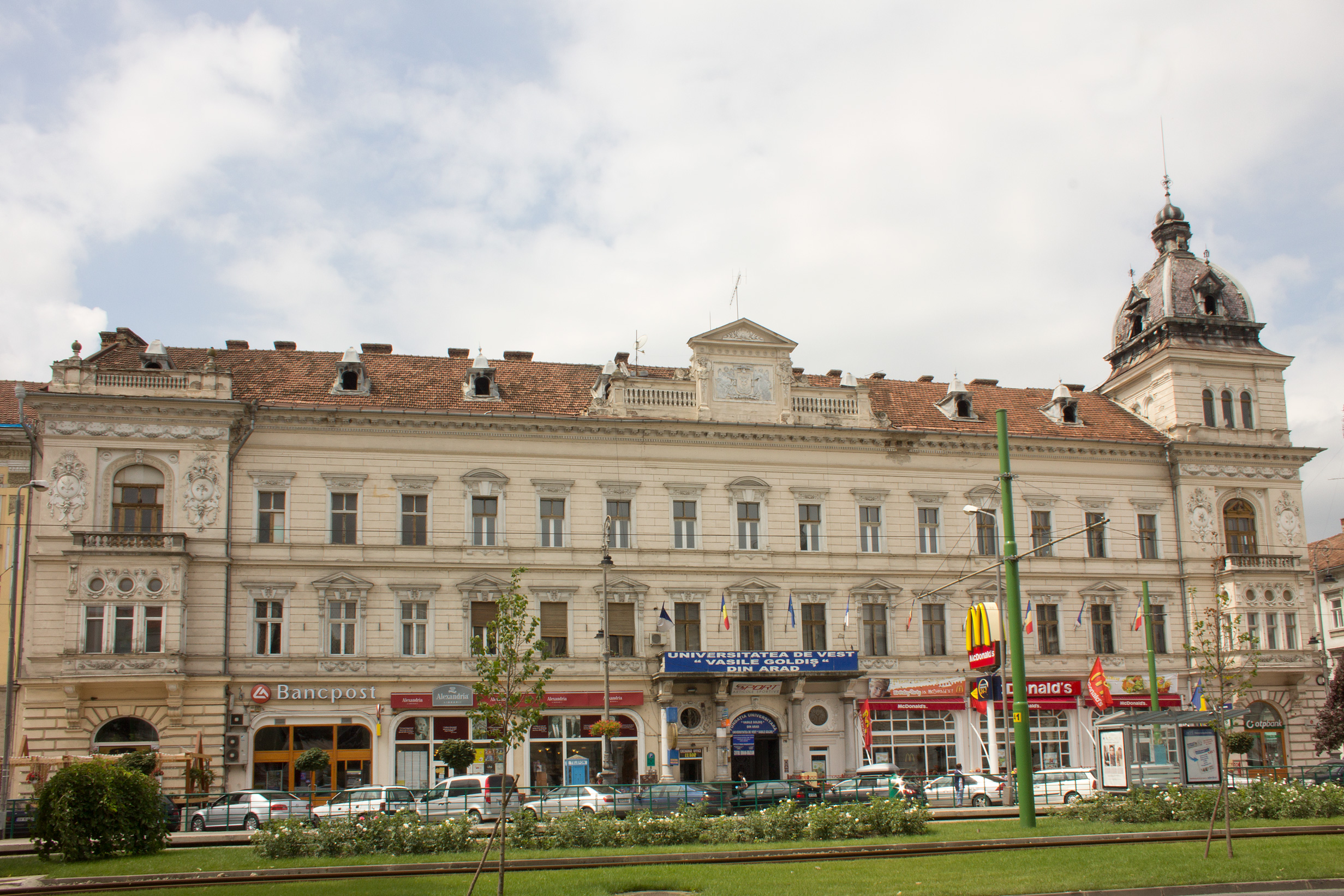
Vasile-Goldiș-Universität, 2011

- Inspectoratul Școlar al Județului Arad

Universitäten
- Staatliche Universität: Universitatea Aurel Vlaicu Arad[16]
- Private Universität: Universitatea de Vest Vasile Goldiș Arad

Lyzeen
- Colegiul Național „Elena Ghiba Birta“
- Colegiul Național „Moise Nicoară“
- Colegiul Național „Vasile Goldiș“
- Liceul Teoretic „Adam Müller-Guttenbrunn“ (Theoretisches Lyzeum Adam Müller-Guttenbrunn)
- Liceul cu Programm Sportiv (Sportlyzeum)
- Liceul de Artă „Sabin Drăgoi“ (Kunstlyzeum)
- Liceul Pedagogic „D. Țichindeal“ (Pädagogisches Lyzeum)
- Liceul Teologic Baptist (Theologisches Lyzeum der Gemeinde der Baptisten)
- Liceul Teologic Penticostal (Theologisches Lyzeum der Pfingstbewegung)
- Seminarul Teologic Liceal Ortodox (Theologisches Seminar der Gemeinde der Orthodoxen)

Fachschulen
- Centrul Școlar Special (Spezialschule für Sehbehinderte)
- Colegiul Tehnic „Aurel Vlaicu“
- Colegiul Economic (Fachschule für Wirtschaft und Verwaltung)
- Colegiul Tehnic de Construcții și Protectia Mediului (Fachschule für Bauwesen)
- Grupul Școlar Industrial „Iuliu Maniu“
- Grupul Școlar Industrial Transporturi Căi Ferate (Fachschule für Transportwesen)
- Grupul Școlar Industrial „Henri Coandă“
- Grupul Școlar Industrial „Csiki Gergely“
- Grupul Școlar de Industrie Ușoară (Fachschule für Leichtindustrie)
- Grupul Școlar Forestier (Fachschule für Forstindustrie)
- Grupul Școlar de Industrie Alimentară (Fachschule für Lebensmittelindustrie)
- Școala Postliceală Sanitară (Fachschule für Gesundheitswesen)

## Kultur und bildende Künste

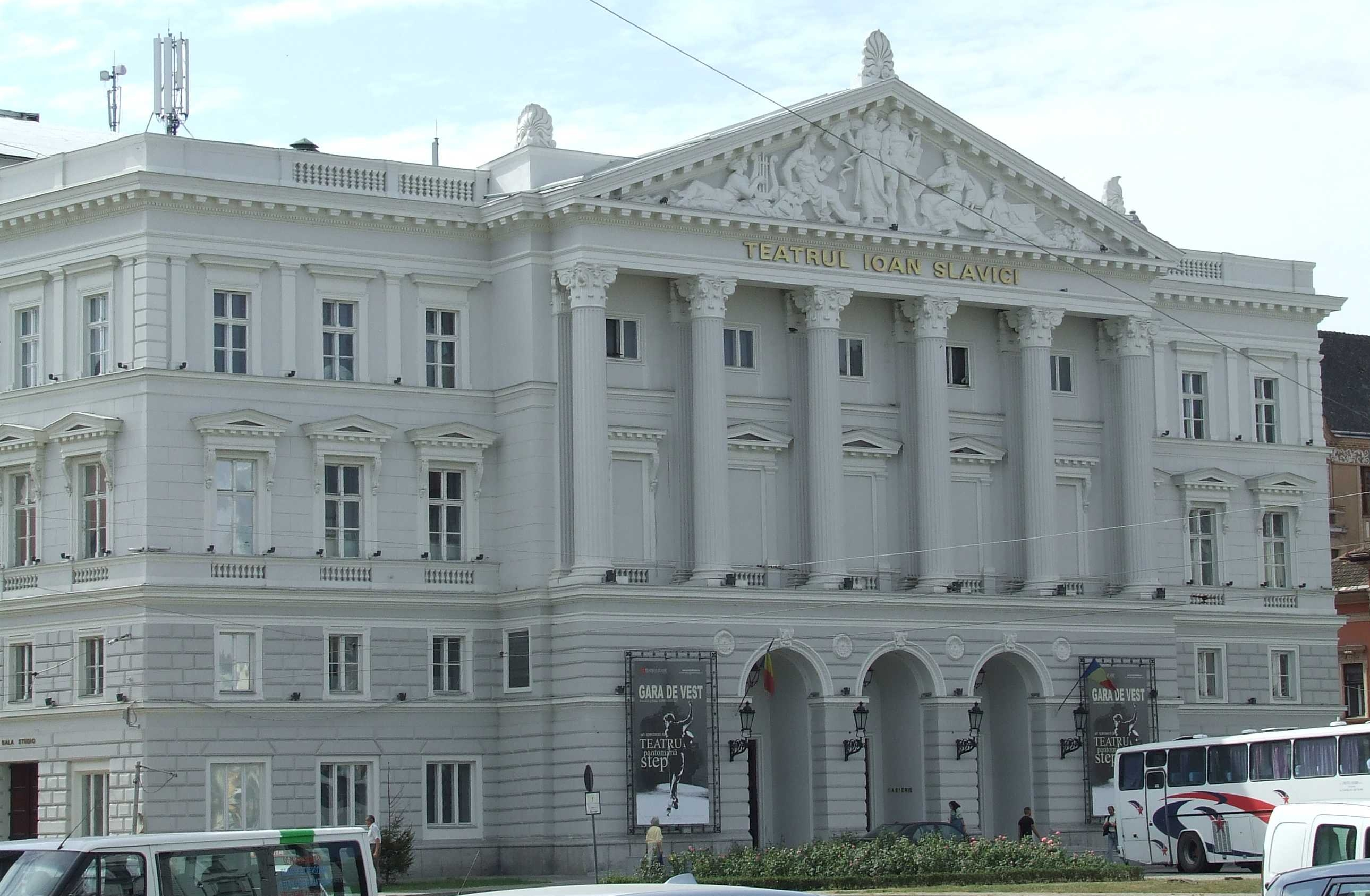
Ioan-Slavici-Theater, 2006

### Theaterwesen
Theatervorstellungen wurden in Arad 1787 erstmals schriftlich erwähnt. Damals trat das deutsche Ensemble von Philipp Berat in Arad auf. Eine „Theatergasse“ wurde aber bereits im Jahre 1785 vermerkt, was vermuten lässt, dass es schon früher Theatervorstellungen gab.
Im Oktober 1794 wurde Koloman Wolf aus Neuburg als Theaterdirektor erwähnt. Anschließend gastierte der aus Hermannstadt kommende Wolfgang Stephani mit einer Schauspielgruppe von „4 Acteurs und 4 Actricen“. Ein Plakat aus dem Jahre 1812 kündigte in Arad das Singspiel „Aschenbrödel“ der Spielgruppe des Christian Kunz an. Das erste Theater wurde 1817 von Jacob Hirschl gebaut. Auf seiner Bühne traten zahlreiche deutsche, ungarische und rumänische Ensembles auf.
Mit dem Bau des „Komödienhauses“ begann die ständige Spielzeit des deutschen Theaters in der Stadt. Die Direktoren Kunz und Kollmann (1820–1833) erfreuten das Publikum mit Komödien, Singspielen, Schau- und Trauerspielen. Die erste Oper wurde 1824 in Arad aufgeführt. In dem Opernrepertoire standen die italienischen Meister an erster Stelle. Von 1833 bis 1838 leitete Eduard August Miller die Arader Theaterbühne. Ignaz Huber und Eduard Kreibig übernahmen für die Zeit von 1839 bis 1842 die Theaterleitung. Das Souffleur-Heft aus dem Jahre 1842 weist Aufführungen von Hamlet, der Zauberflöte und Lumpazivagabundus aus. Im Jahre 1842 trat an die Stelle von Ignaz Huber der bisher in Temeswar und Pest tätige Direktor Philipp Nötzl. Die Zahl der Schauspieler stieg auf 25 Personen.
Die erste Vorstellung in rumänischer Sprache erfolgte im Jahre 1846. Es handelte sich um das Schauspiel Zwei Vergessliche von August von Kotzebue, das Ioan Popovici ins Rumänische übersetzte.
Die Revolutionsjahre 1848/1849 brachten tiefgreifende Veränderungen im Arader Theaterleben. Die „Freunde des Ungarischen Theaters“ pachteten das Schauspielhaus und sicherten so den Ungarn die Winterspielzeit. Als der Direktor Karl Friesen im September 1850 um die Spielerlaubnis ansuchte, wurde er von der Stadtverwaltung auf den Festsaal des Hotels „Weißes Kreuz“ hingewiesen. Nun pachteten die Ungarn den Festsaal des Hotels einschließlich sämtlicher Hotelzimmer. Trotz der Behinderungen gelang es dem deutschen Theater, sich die Sommersaison von 1850 bis 1873 zu sichern. Danach wurden die deutschen Theatervorstellungen seltener, um mit dem Spielverbot des städtischen Verwaltungsausschusses im Jahre 1877 ganz aufzuhören. Eines der letzten deutschen Theaterstücke, das in Arad gespielt wurde, war Der Meineidbauer von Ludwig Anzengruber.
Das neue Theatergebäude wurde 1874 fertiggestellt und nach dem Brand von 1883 wieder aufgebaut. Die Angliederung Arads an Rumänien hob das Spielverbot auf. Rumänische, deutsche und ungarische Theatergruppen wechselten sich im Arader Theatergebäude ab. Als im Jahre 1932 die rumänische Regierung die Gastspiele ausländischer Schauspieler und Sänger verbot, gründete Gustav Ongyert das Deutsche Landestheater in Rumänien, das in den deutschen Siedlungsgebieten und ihren Städten spielte. Das erste bodenständige deutsche Theater war damit gegründet, das auch Werke einheimischer Dichter und Komponisten aufführte. Nach der Neugründung der beiden deutschen Staatstheater in Temeswar bzw. Hermannstadt Anfang der 1950er Jahre spielten deren Ensembles mehr oder weniger regelmäßig auch in Arad.
Im Jahre 1948 wurde das heutige Staatstheater gegründet.

### Musikleben

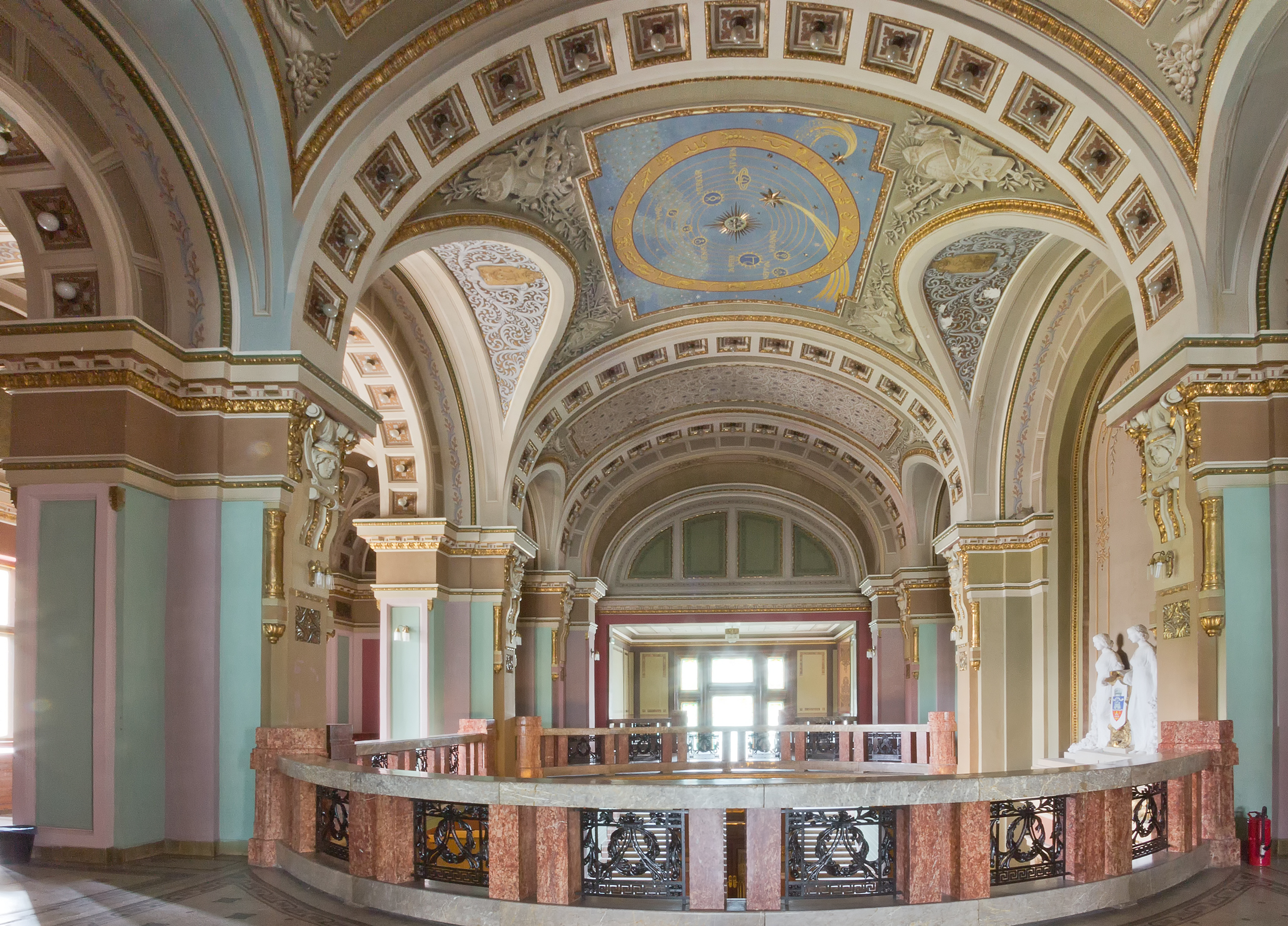
Foyer der Philharmonie

Im Jahre 1833 wurde das Konservatorium gegründet. Es war seinerzeit die sechste Institution dieser Art in Europa. Bis zu seiner Auflösung im Jahre 1948 bildete das Konservatorium eine große Anzahl von Instrumentalisten aus. Die Qualität des philharmonischen Orchesters bewog große Komponisten und Instrumentalisten, in Arad zu konzertieren: Franz Liszt (1846), Johann Strauss (Sohn) (1847), Pablo de Sarasate (1877), Henryk Wieniawski (1877), George Enescu (1922 und in den folgenden Jahren), Béla Bartók (1924).
Seit 1883 hat Arad eine Philharmonie. Nach dem Zweiten Weltkrieg (1948) wurde die heutige Staatsphilharmonie in Arad gegründet.
Sie besteht aus einem symphonischen Orchester, einem professionellen Chor und aus mehreren instrumentalen Kammerensembles. Die Arader Staatsphilharmonie veranstaltet Aktivitäten und Konzerte in den Bereichen der symphonischen, choralen, vokal-symphonischen Musik, Kammermusik und Musikpädagogik sowie im Bereich der Klangexperimente. Im Rahmen der Einrichtung gibt es auch eine musikalische Bibliothek, eine der größten dieser Art im ganzen Land. Das symphonische Orchester der Staatsphilharmonie hat seine Spielstätte im Großen Konzertsaal des Arader Kulturpalastes. Der Saal mit seinen 640 Sitzplätzen hat eine außergewöhnliche, natürliche Akustik. Viele Musikformationen nehmen hier Tonaufnahmen vor.

### Literatur

Adam Müller-Guttenbrunn (1852–1923)

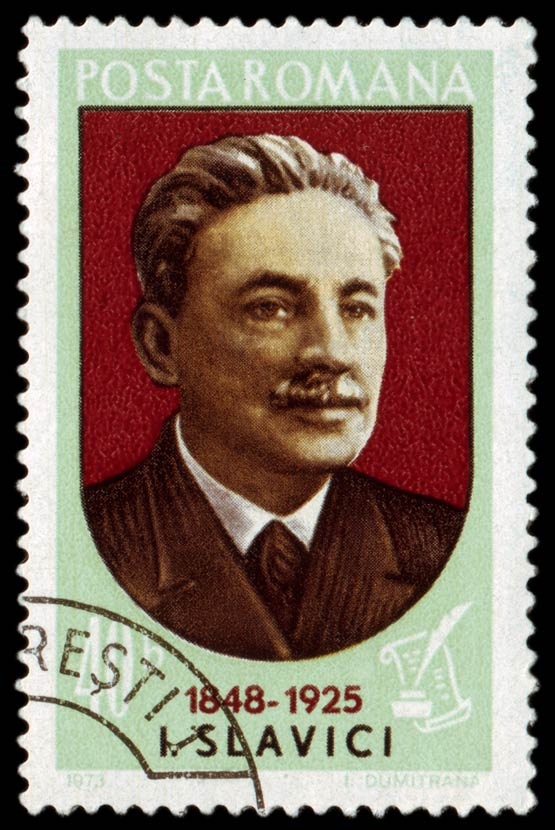
Ioan Slavici (rumänische Briefmarke 1973)

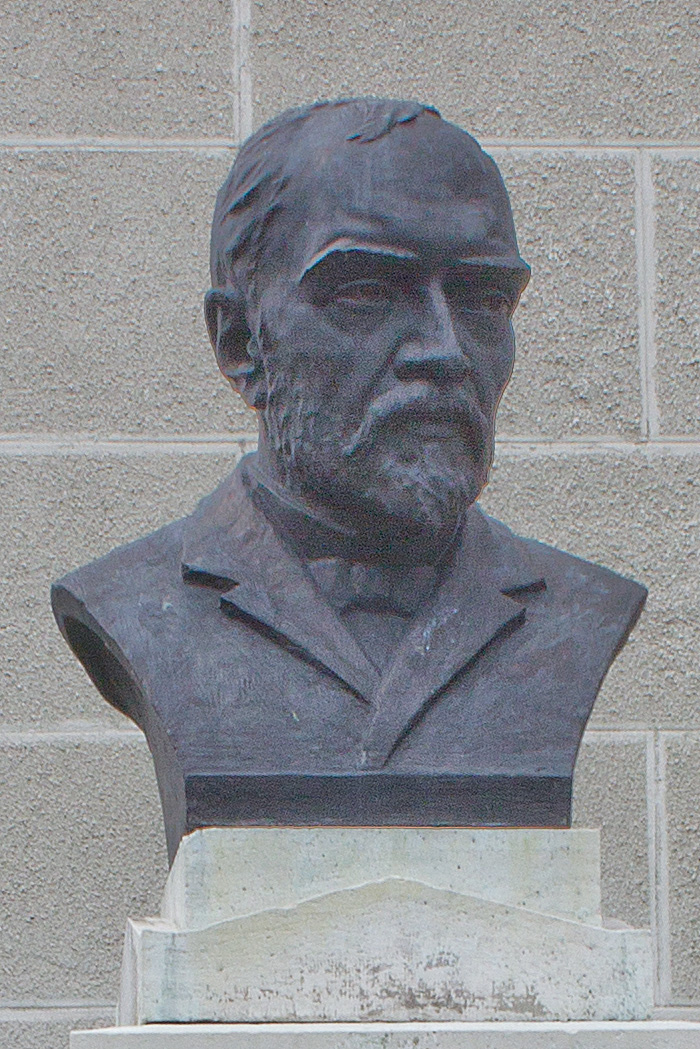
Aleea George Coșbuc in Arad

### Pressewesen
Das Pressewesen begann in Arad mit dem Arader Kundschaftsblatt. Die Erstausgabe des Wochenblatts erschien 1837. Die strenger werdenden Zensurbestimmungen zwangen den Herausgeber, das Erscheinen am 15. September 1848 einzustellen.
Die Notwendigkeit einer deutschsprachigen Zeitung erkannte Heinrich Goldschneider, der ab 1850 den Arader Anzeiger herausbrachte. Diese zuerst in deutscher und ungarischer Sprache redigierte Zeitung erschien ab 1853 nur noch in deutscher Sprache und kam ab 1860 unter dem Namen Arader Zeitung heraus.
Das Arader Tageblatt (1874), eine politische Zeitung, konnte sich im Konkurrenzkampf mit den übrigen deutschsprachigen Blättern nicht lange behaupten. Nach dem Konkurs der Arader Zeitung gründete Albert Ungerleitner die Neue Arader Zeitung. Alle nach 1867 erschienenen deutschsprachigen Blätter wurden zwar in deutscher Sprache geschrieben, aber im ungarisch-nationalen Geist geführt. Im Jahre 1920 gründete Nikolaus Bitto in Neu-Arad die Arader Zeitung, die bald nach Arad übersiedelte.
Im Jahre 1840 kam die erste ungarische Zeitung unter dem Titel Aradi Hirdeto heraus. Die erste Tageszeitung Alfold erschien 1861, gefolgt von Aradi Közlöny, die zwischen 1885 und 1940 herauskam.
Die Presse in rumänischer Sprache entstand im kirchlichen Milieu. Die erste Zeitschrift war Speranța, die in der Zeitspanne 1869 bis 1872 herauskam. Die langlebigste und am meisten geschätzte rumänische Publikation war Biserica si școala (Die Kirche und die Schule) die zwischen 1877 und 1948 erschien.
Bis 1918 erschienen 28 Zeitungstitel und in der Zwischenkriegszeit 108.
Zwischen 1871 und 1918 erschienen zahlreiche literarische Zeitschriften: Gura Satului (1871), Lumina (1871), Biserica si școala (1877), Tribuna Poporului (1896), Tribuna (1904), Românul (1911).
Die literarische Presse der Zwischenkriegszeit war durch folgende Zeitschriften vertreten: Solidaritatea (1922), Tribuna Aradului (1928), Voința Poporului (1923), Tribuna Noua (1924), Salonul Literar (1925), Hotarul (1983), Bravo!  und Innoirea (1937).
In der sozialistischen Ära wurden in Arad zwei Tageszeitungen herausgegeben, Flacăra Roșie und Vörös Lobogo.

### Bildende Künste

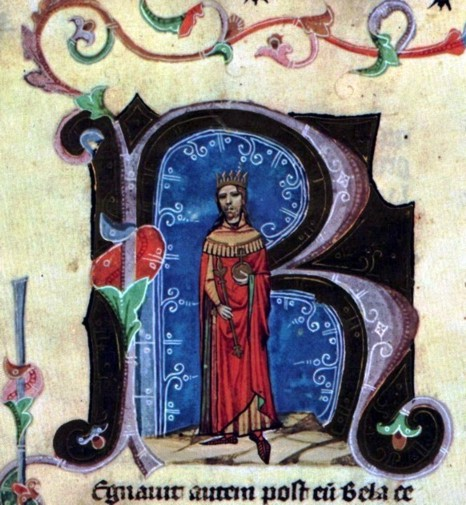
Béla II. in der Bilderchronik

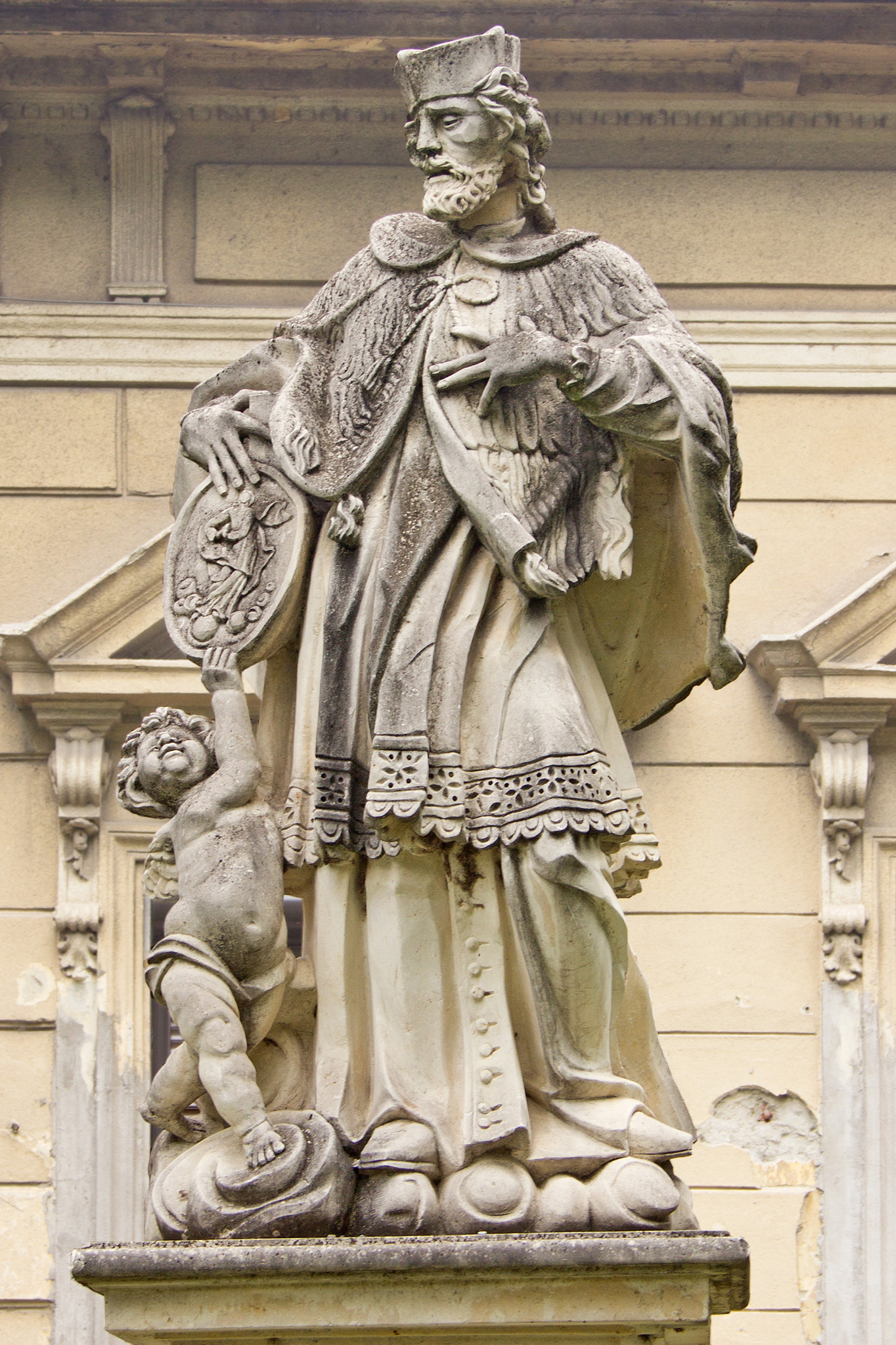
Statue des Heiligen Nepomuk, 1729

Die bildenden Künste entwickelten sich in Arad erst nach dem Einsetzen der habsburgischen Herrschaft.
In der zweiten Hälfte des 18. Jahrhunderts erschienen die ersten bildenden Künstler der Stadt. Bekannt sind die Malerfamilie Osztermayer und der Kirchenmaler Stefan Tenetchi, der die Ikonostasen der wichtigsten orthodoxen Kirchen des Banats schuf.
Im 19. Jahrhundert ließen sich österreichische und ungarische Maler in Arad nieder. Sie waren Vertreter des Akademismus, wie z. B. J. Geltz, D. Jägermann, Emeric und Adalbert Vizkeleti, E. Szamossy, P. Bohm. In Arad haben die großen ungarischen Maler Mihály von Munkácsy und László Paál ihre Karriere begonnen.
In der Zwischenkriegszeit malten C. Wolf, I. Stern, C. Kiss und F. Balla weiterhin im akademischen Stil. Andere Maler wie I. Toader, C. Minisan, Al. Pataki und V. Anyos brachen jedoch mit diesem Stil. Eine Neuerung brachten die Bildhauer R. Ladea, Gh. Groza und M. Olinescu, der Gründer der Gruppe „Pro Arte“ (1936).
Zu den bildenden Künstlern aus der sozialistischen Ära gehören Francisc Baraniay, Lia und Ioan Cott, Ioan Tolan, Ladislau Babocsic, L. Josan Kocsis, I. Kett Groza, A. Strasnei Popa, Z. Eisele Sücs.

### Bauwerke
Das älteste Denkmal der Stadt ist die Statue des Heiligen Nepomuk (1729) (Bild). Mit der Vertreibung der Türken hielt der Barock Einzug ins Marosch-Kreisch-Gebiet. Die wichtigsten Bauten der Barockzeit in Arad sind: die 1751 erbaute römisch-katholische Stadtkirche, das Ordenshaus der Minoriten, die Floriani Kapelle, das alte Rathaus (18. Jahrhundert) mit Beinhaus und Friedhof, das Salzlager an der Stelle des späteren Rathauses. Die Bürgerhäuser der Familien Edelspacher, Bohusch und Gaspari.
Architektur und bildende Künste sind der sichtbare Ausdruck der Weltanschauung einer bestimmten Zeit. Die sakralen Bauten des Kreises Arad im 11. bis 13. Jahrhundert waren im romanischen Stil errichtet. Leider blieben aus dieser Zeit nur Ruinen übrig.
Die dem heiligen Martin geweihte Basilika der Oroder Propstei gliederte sich in ein Mittel- und zwei Seitenschiffe. Das Stift wurde von König Béla II. im Jahre 1135 gegründet. Die Kirche vollendete Königin Jolanthe, die zweite Ehefrau des Königs Andreas II. von Ungarn.
Aus der Zeit der Gotik und Renaissance sind in Arad keine Bauwerke erhalten. Die Wehranlagen von Arad sowie die Moscheen bauten die Osmanen (1550–1698).
Im 19. Jahrhundert und Anfang des 20. Jahrhunderts wurden in Arad die wichtigsten Sakralbauten in verschiedenen historisierenden Stilen erneuert oder neu errichtet: Die römisch-katholische Stadt- und Minoritenkirche, die griechisch-orthodoxe Kathedrale, die griechisch-orthodoxe serbische Kirche, die reformierte Kirche, die evangelisch-lutherische Kirche und die Synagoge.
Doch Arad hat auch eine Reihe schöner repräsentativer Profanbauten, die das Stadtbild mitprägen, wie das neue Rathaus, das Komitatshaus, das Amtsgericht, das neue Theater, das Haus zum goldenen ABC, das Weiße Kreuz und der Kulturpalast.
Neben dem Rathaus stehen die 1821 und 1870 erbauten und mit korinthischen Säulen verzierten Gebäude, das Komitatshaus und das Amtsgericht. Den Rathausplatz umrahmen das Eisenbahnpalais, die Nationalbank und die Sparkasse, alle im klassizistischen Baustil. Vom Rathaus bis zum Theater führt der Boulevard der Revolution, eine breite, lange Allee, mit Grünanlagen und von Gebäuden verschiedenen Alters und verschiedener Stilrichtungen eingesäumt.

### Museen

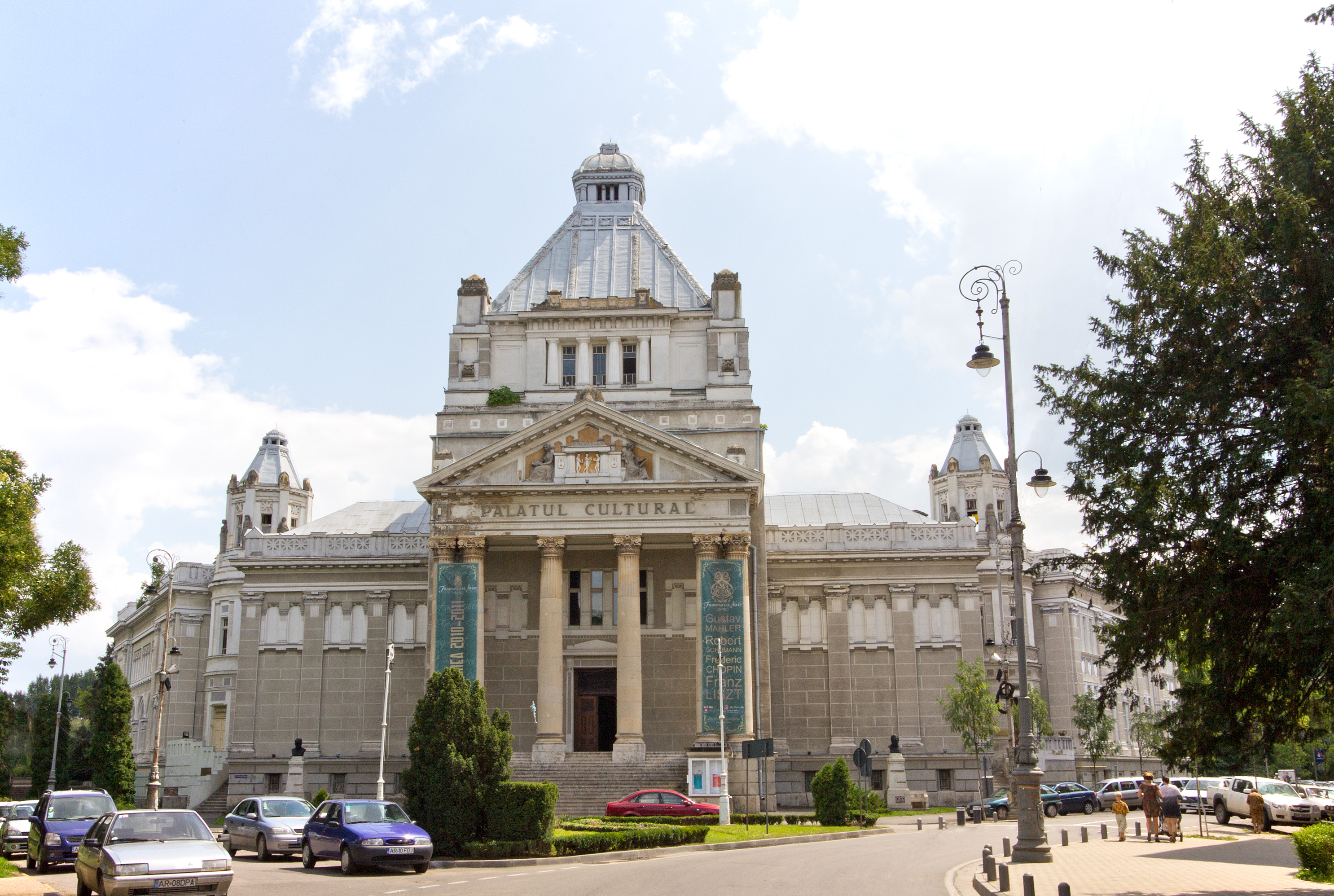
Kulturpalast, 2011

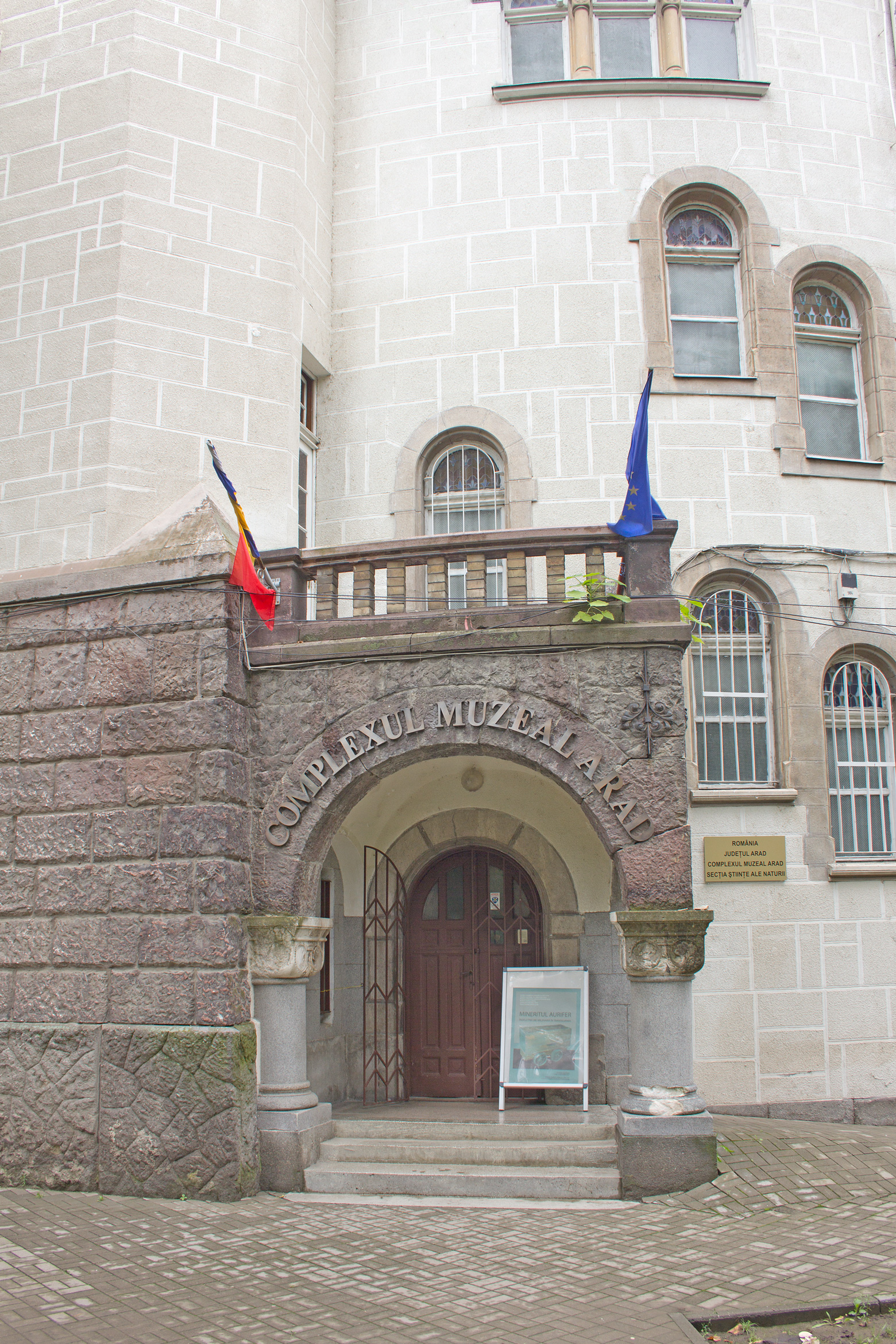
Eingang zum Naturkundemuseum, 2011

Das erste Museum wurde 1893 gegründet und war der Revolution von 1848/49 gewidmet. Die Ausstellung befand sich in der zweiten Etage des alten Theaters.
Als 1913 der Kulturpalast fertiggestellt wurde, zog die Ausstellung zusammen mit der Stadtbibliothek und der Philharmonie in das neue Gebäude ein. Zu der bereits vorhandenen Sammlung kamen eine Sammlung archäologisch-historischer Funde und eine Kunstsammlung hinzu.
In der Zwischenkriegszeit wurde das Museum um eine ethnografische Sammlung und die Ausstellungsräume, die den Arader Politikern Vasile Goldiș und Ștefan Cicio Pop gewidmet sind, erweitert.
Nach der Machtübernahme seitens der Kommunisten fand eine Umstrukturierung des Museums im Sinne der neuen Ideologie statt. In den Jahren 1954–1955 wurden die Abteilung für Geschichte des Altertums, das Museum der Revolution von 1848 (rumänisch Muzeul Revolutiei de la 1848) und die Kunstgalerie neu eröffnet und 1956 die ethnografische Ausstellung.
Nach der Revolution von 1989 wurde das Konzept des Museums neu ausgerichtet. Im Jahr 1992 wurde die Abteilung für Naturwissenschaften, ein Jahr später die Abteilung für Geschichte der Zwischenkriegszeit und 2004 die Dauerausstellung Arad – Decembrie 1989 neu gegründet.
Im rückwärtigen Teil des Kulturpalastes befindet sich die Abteilung für Naturwissenschaften (rumänisch Secția Științele Naturii). Die Ausstellung enthält in drei Räumen Informationen zur Raumfahrt (rumänisch Cosmologie) mit verschiedenen Bildern und Modellen von Raumfahrzeugen. Im geologischen Teil werden einige Mineralien gezeigt, im Bereich der Fauna Präparate von überwiegend heimischen Tieren sowie eine Sammlung von Faltern. Ein Raum zeigt die Nachbildung einer Tropfsteinhöhle. Bis auf den Bereich Naturwissenschaften sind die in Arad angesiedelten Museen nicht für Behinderte in Rollstühlen oder Kinderwagen zugänglich. Der Bereich Geschichte wird derzeit (2011) renoviert.
Der Museumskomplex Arad umfasst die Museen:
- Museum für Archäologie und Geschichte
- Museum für Naturwissenschaften
- Kunstmuseum
- Stadtmuseum Lipova
- Gedenkmuseum Ioan Slavici und Emil Montia Șiria
- Weinbau- und Winzermuseum Miniș
- Adam-Müller-Guttenbrunn-Gedenkmuseum Zăbrani
- Ethnografisches Museum Săvârșin

### Kulturvereine
In der Zwischenkriegszeit funktionierten in Arad siebzig Kulturvereine:
- Concordia (1910)
- Banater Deutscher Sängerbund (1922)
- Deutsch-katholischer Jugendverband (1926)
- Banater Deutscher Frauenverein (1926)
- Banater Deutscher Kulturverein (1926)
- Asociațiunea Națională din Arad pentru Cultură si Conversarea Poporului Român, der 1924 mit der ASTRA fusionierte
- Ateneul Popular (1931)[6]

### Sport und Freizeit

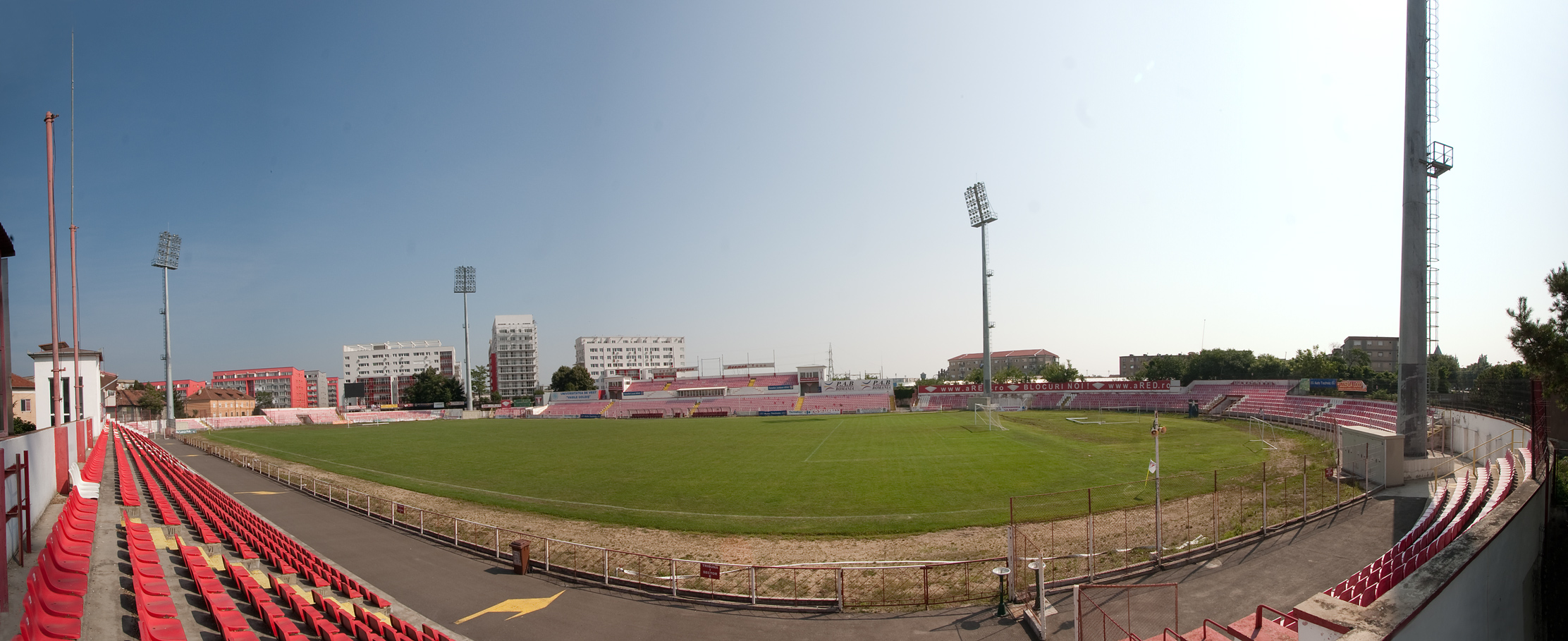
Francisc-Neumann-Stadion, 2010

Arad ist die Wiege des rumänischen Fußballs. Hier fand 1899 das erste offizielle Fußballspiel statt. Nachträglich wurden mehrere Sportclubs gegründet, die auch Fußballabteilungen hatten. Der bekannteste ist UTA Arad, der seit 1946 ein eigenes Stadion hat. Dieses wurde von dem Industriellen Francisc Neumann gebaut, der auch die Fußballmannschaft auf die Beine stellte. Im Jahr 1995 wurde der Fußballclub ACU Arad durch den Zusammenschluss von Motorul Arad und Universitatea Arad gegründet. Vereinsträger des FC ACU Arad ist die Universitatea de Vest Vasile Goldiș. Die Arader Sportclubs erzielten hervorragende Ergebnisse auch in den Disziplinen Tischtennis, Basketball, Rudern, Schießen und Turnen.
Die beliebteste Freizeitanlage der Arader ist das „Neptun“-Freibad, das 1970 am linken Maroschufer eingerichtet wurde. Das „Neptun“-Freibad gehört zu den größten Freibädern Rumäniens und bietet verschiedene Freizeitaktivitäten an. Das Freibad-Gelände verfügt über mehrere Sportplätze und Schwimmbecken. Zahlreiche Restaurants, Bars und eine Discos ergänzen das Angebot.

## Politik und Verwaltung

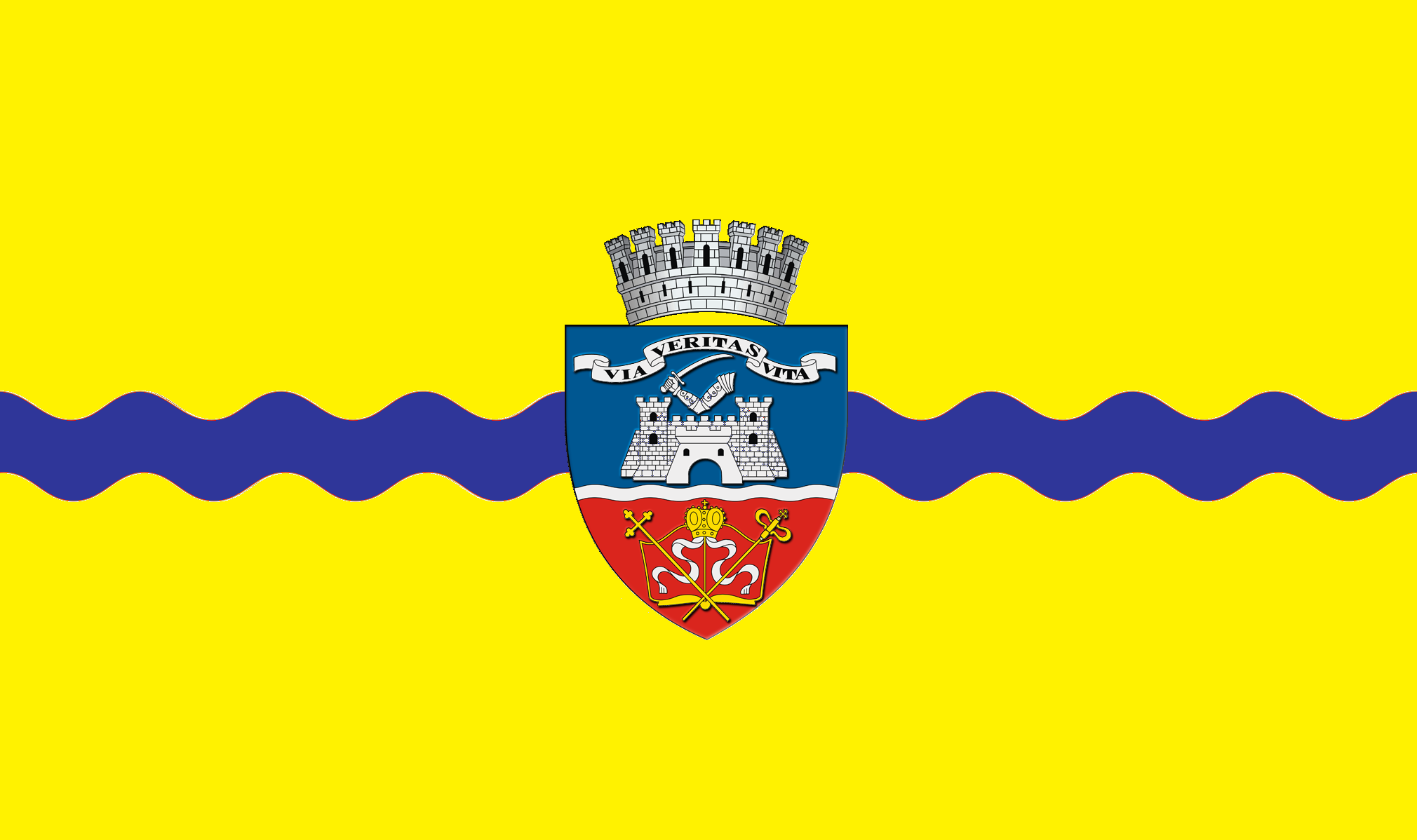
Flagge des Munizipiums Arad

Bis 1747 wurde die Verwaltung der Stadt Arad von zwei Bürgermeistern, einem serbischen und einem deutschen, geleitet. Verwaltungssitz war das 1704 erbaute Alte Rathaus am heutigen Piața Avram Iancu Nummer 6. Von 1747 bis 1869 hatten meist Deutsche das Amt des Bürgermeisters inne. Im Königreich Ungarn folgten reihum Ungarn im Rathaus. Mit Ioan Robu wurde 1919 der erste rumänische Bürgermeister in Arad gewählt.
Seit der Fertigstellung des neuen Rathauses, des sogenannten Verwaltungspalais (rumänisch Palatul Administrativ), befindet sich der Verwaltungssitz der Stadt am heutigen Bulevardul Revoluției Nummer 75.
Seit 2004 bekleidet Gheorghe Falcă das Amt des Bürgermeisters von Arad.
Bei den Kommunalwahlen am 1. Juni 2008 konnte sich Gheorghe Falcă vom Partidul Democrat Liberal das zweite Mal als Bürgermeister von Arad mit 66,67 Prozent der Stimmen behaupten.
Der Arader Lokalrat (Consiliul Local Arad) hat 23 Sitze und setzt sich folgendermaßen zusammen:
- Partidul Democrat Liberal (PD-L, deutsch Demokratisch-Liberale Partei) – 15 Mandate
- Partidul Național Liberal (PNL, deutsch Nationale Liberale Partei) – 2 Mandate
- Partidul Social Democrat (PSD, deutsch Sozialdemokratische Partei) – 2 Mandate
- Uniunea Democrată a Maghiarilor din România (UDMR, deutsch Demokratische Union der Ungarn in Rumänien) – 2 Mandate
- Partidul Național Țărănesc Creștin Democrat (PNȚCD, deutsch Christdemokratische nationale Bauernpartei) – 1 Mandat
- Partidul Conservator (PC, deutsch Konservative Partei) – 1 Mandat[20]

## Wappen und Flagge
Das Wappen des Munizipiums Arad zeigt auf blauem Schild eine Burg, einen säbelbewaffneten Arm sowie die Inschrift „Via, Veritas, Vita“ (Der Weg, die Wahrheit, das Leben). Darüber erscheint die „Burgkrone“ als Symbol des Munizipalrechtes. Der untere Teil zeigt das Wappen des orthodoxen Erzbistums auf rotem Hintergrund und illustriert durch zusätzliche Symbolik dessen wichtige Rolle in der Stadtgeschichte.
Die gelbe Flagge Arads zeigt einen horizontalen wellenförmigen blauen Streifen, der den Fluss Marosch symbolisiert, sowie mittig das Stadtwappen.

## Wirtschaft

### Handel und Handwerk
Der Beginn der habsburgischen Herrschaft (1687) gab der wirtschaftlichen Entwicklung der Stadt einen immensen Impuls. Dazu trugen die deutschen Kolonisten, Händler und Handwerker, und die Serben, Soldaten der Grenzgarnison und ihre Familien, entscheidend bei.
In der Theresianischen Zeit (1740–1780) entwickelte sich die Stadt rasant. Die Zahl der Handwerker stieg von 90 im Jahre 1746 auf 299 im Jahre 1774. Diese schlossen sich in Zünften zusammen und erhielten seitens der Behörden Privilegien. Die erste offiziell eingeschriebene Zunft war jene der deutschen Kürschner im Jahre 1702. Bis 1845 funktionierten in der Stadt 44 Zünfte, die 65 Handwerke vereinten. Die Handwerker verarbeiteten hauptsächlich Rohstoffe aus dem Landwirtschaftssektor der Stadt. Dieser war im 18. Jahrhundert noch vorherrschend.
Der Bau der neuen Festung, am Südufer der Marosch, im heutigen Stadtteil Aradul Nou, beeinflusste die Entwicklung der Stadt tiefgreifend. Die Festung wurde von Militäringenieuren unter der Leitung von Ferdinand Philipp Graf Harsch von Almedingen im Vauban-Tenaille-Stil entworfen. Der Bau dauerte 20 Jahre (1763–1783).
Bereits im 18. Jahrhundert versuchten die Arader den Rang einer königlichen Freistadt zu erwerben. Erst 1826 gelang es ihnen, die Privilegien zu kaufen, und im August des Jahres 1834 händigte Kaiser Franz Joseph I. persönlich dem Arader Bürgermeister die Urkunde aus. Der erkaufte Status öffnete der wirtschaftlichen Entwicklung neue Möglichkeiten. Die Anzahl der Händler stieg bis zum Jahr 1870 auf 686. In der zweiten Hälfte des 19. Jahrhunderts nahm die Stadt einen bedeutsamen wirtschaftlichen Aufschwung, nachdem sie 1858 durch die Inbetriebnahme der Bahnstrecke Szolnok–Arad an das Eisenbahnnetz angeschlossen wurde.
In der Zwischenkriegszeit nahm die Handelstätigkeit einen besonderen Aufschwung. Mit 4001 Handelsfirmen im Jahre 1937 war Arad das viertgrößte Handelszentrum Rumäniens.
Expo Arad International
Die „Expo Arad International“, das flächenmäßig zweitgrößte rumänische Messegelände, ist zwanzig Kilometer von der ungarischen Staatsgrenze entfernt und verfügt über 3.000 m² überdachte und 12.000 m² freie Ausstellungsfläche. Der von Budapest nach Bukarest führende Paneuropäische Verkehrskorridor IV verbindet die „Expo Arad“ mit einer Freihandelszone und dem internationalen Flughafen von Arad.
Seit den 1990er Jahren organisiert die 1888 gegründete „Industrie- und Handelskammer Arad“ Messen und Ausstellungen und hat dafür die „Expo Arad International“ als eigenständige Abteilung geschaffen. Expo Arad International veranstaltet jährlich zahlreiche Veranstaltungen zu thematischen Schwerpunkten wie Baubranche, Landwirtschaft und Transport. Die Expo Arad sieht sich als „Euroregionales Zentrum für Messen und Ausstellungen“ in der ungarisch-rumänischen Grenzregion.
Größte Messe der Expo Arad ist die Ausstellung für die Agrarwirtschaft und Nahrungsmittelindustrie „Agromalim“, die jährlich über 6.700 Besucher auf das Gelände der Expo Arad lockt. Einzige reine Fachmesse, das heißt nur legitimierten Fachbesuchern zugänglich, ist die Ausstellung für medizinische, pharmazeutische und labortechnische Produkte „Ar-Medica“, die seit 1994 jährlich von der Expo Arad durchgeführt wird.

### Industrie

#### Anfänge
Die Industrie entwickelte sich etwas langsamer. Um 1825 funktionierte bloß eine Maschinenfabrik, und ab 1836 fing Anton Dangl mit der Produktion von Orgeln an, in der einzigen Fabrik dieser Art im Südosten Europas.
Erst in der zweiten Hälfte des 19. Jahrhunderts begann sich die Industrie zu entwickeln. Es wurde die Spirituosenfabrik der Gebrüder Neumann 1851 eröffnet. Die Statistiken der Jahre 1869–1870 vermerken für Arad folgende berufliche Struktur der Bevölkerung: 5.074 Unternehmer, 6.839 Beamte, 11.913 Arbeiter und 2.645 Landwirte.
Gegen Ende des 19. und am Anfang des 20. Jahrhunderts vervielfältigte sich die industrielle Produktion. Im Jahre 1872 wurde die Maschinenfabrik Hendl gegründet. Es folgten kurz darauf eine Ziegel- und eine Zementfabrik. Die Gebrüder Lengyel eröffneten 1891 ihre Möbelfabrik. Im nächsten Jahr nahm die von dem österreichischen Industriellen Johann Weitzer als Weitzer Lajos Tr. gegründete Fahrzeugfabrik die Produktion auf. Ab 1909 wurden in Arad Autos gebaut, seit 1912 bei der Automobilfabrik Marta (Magyar Automobil Részvény Társaság Arad), einer Tochter von Austro-Daimler. Die Gebrüder Neumann gründeten 1909 eine Textilienfabrik. Zu Beginn des 20. Jahrhunderts war Arad eine Industriestadt mit 25 Fabriken und 7 Banken.

#### Zwischenkriegszeit
Die Zeit zwischen den zwei Weltkriegen eröffnete der Stadt und dem Kreis Arad ungewöhnliche Entwicklungsmöglichkeiten. Von den 1919 bestehenden 38 Großunternehmen mit einem Produktionswert von 968 Millionen Lei und 4.659 Arbeitern stieg man 1940 auf 142 Großbetriebe mit einem Produktionswert von 2.513 Millionen Lei und 16.000 Arbeitern. Die Struktur der Arader Wirtschaft blieb fast die gleiche wie in der Vorkriegszeit. Große Industrieunternehmen waren weiterhin die Maschinenfabrik „Weitzer“ (1920 fusionierte sie mit der Automobilfabrik Marta, und es entstand die Astra Automobil- und Waggonfabrik), die Eisenwarenfabrik „Grundmann“ (1924), die Arader Strick- und Wirkwarenfabrik FITA (später „Tricoul Roșu“), die Textilindustrie „Teba“ (1925), die Textilfabrik (ITA) und die Mühle der Gebrüder Neumann sowie die Möbelfabrik der Gebrüder Lengyel. Auch die Likörfabrik „Zwack“ setzte ihre Tätigkeit fort.
Es wurden jedoch auch neue Fabriken gegründet: die Zuckerfabrik (1926), die Lack- und Farbenfabrik „Polycrom“ (1930), die Technischen Werke Arad (1935), die Glühbirnen produzierten, und die Fabrik für Rundfunk- und Haushaltsgeräte IRON. Die Anzahl der Unternehmen stieg von 58 im Jahre 1919 auf 110 im Jahre 1937. Infolge der Wirtschaftskrise von 1929 bis 1933 wurden zahlreiche kleine Unternehmen geschlossen, und ein Großteil der Gesamtproduktion der Stadt konzentrierte sich in 22 Unternehmen.

#### Nachkriegszeit
Ab 1951 ging man zur Erfüllung des Fünfjahresplans über. In einer ersten Etappe wurden die alten Unternehmen kommassiert und modernisiert. Nachträglich wurden neue gegründet, wie zum Beispiel die Drehbankfabrik Strungul (1949), die Puppenfabrik Arădeanca (1959), die Uhrenfabrik Victoria (1961) und das Chemische Kombinat (1971). Die massiven Investitionen der 1950er Jahre flossen in Richtung Maschinenbauindustrie, nachträglich wurden die Ziele etwas vervielfältigt, jedoch verschlangen die Riesenwerke der Schwerindustrie auch weiterhin das meiste Geld. Die Arbeitsproduktivität blieb jedoch niedrig, und die Qualität der Erzeugnisse lag unter dem internationalen Standard.
Im Jahr 2001 wurde in der Stadt die erste Schaltanlage eingerichtet, die Rumänien erstmals an das europäische Stromverbundnetz anschloss. Wichtige ansässige Unternehmen sind Interom Distribution Company S.R.L. und LEONI Wiring Systems Arad S.R.L.

### Bauwesen

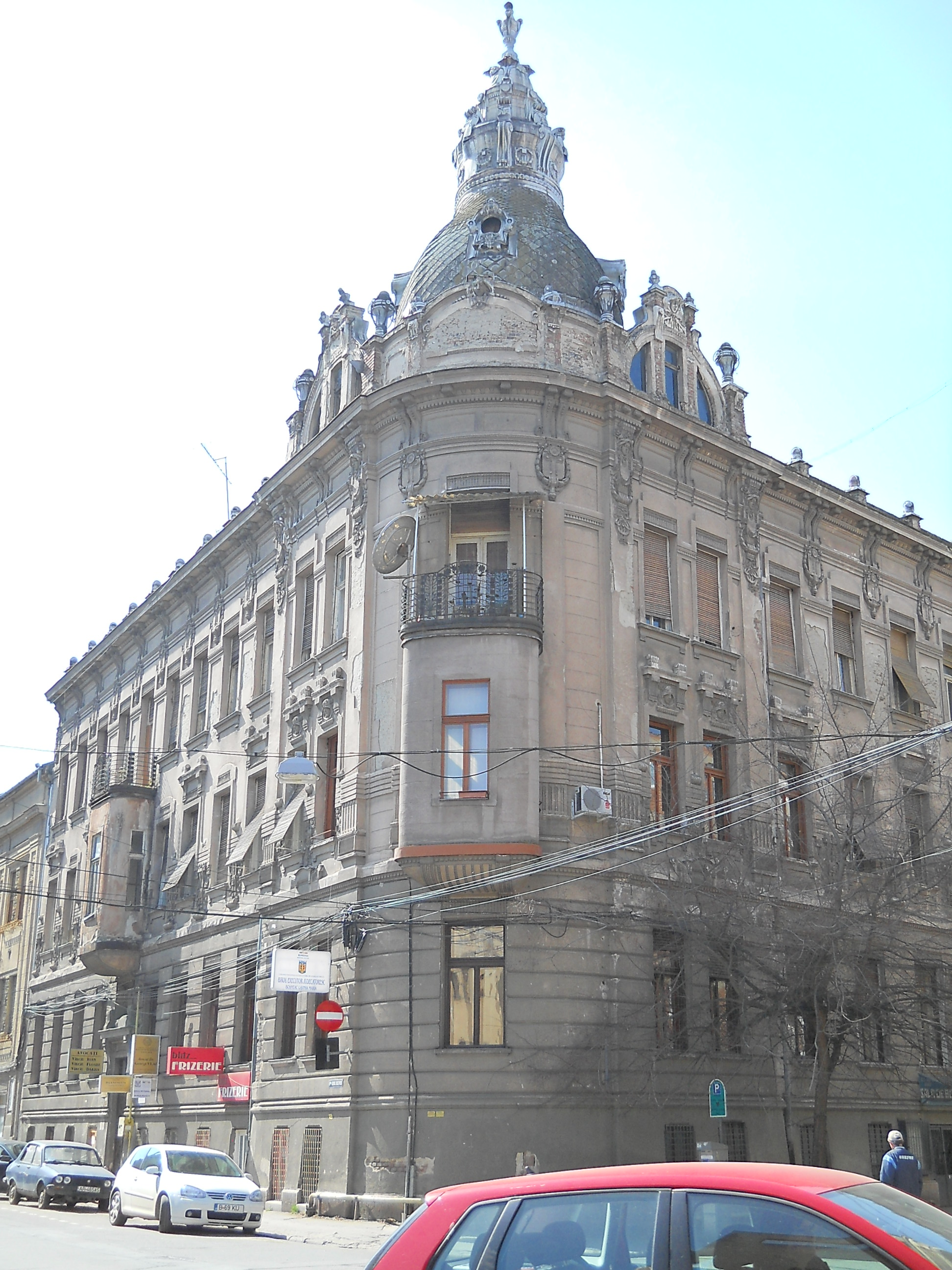
Kovácspalais, 2011

Rathaus (um 1910)

Die 1828 ausgearbeiteten Systematisierungspläne setzten den Stadtkern um den heutigen Avram-Iancu-Platz fest. Die Überschwemmung von 1844 und die Bombenangriffe während der Revolution von 1848/49 richteten erhebliche Zerstörungen an. Die infolge der Demolierungen entstandenen freien Gelände wurden von neuen, ansehnlichen Gebäuden eingenommen. Durch die Inbetriebnahme des Bahnhofs (1858) wurde die Hauptader der Stadt auf der Süd-Nord-Achse definiert. Entlang dieser wurden Ende des 19. und Anfang des 20. Jahrhunderts eine Reihe von repräsentativen Gebäuden errichtet, die auch heute noch das Stadtbild von Arad prägen: das Theater (1874), das Rathaus (1876), das Finanzpalais (1885), der Cenad-Palast (1887), das Neumannpalais (1902), das Kovácspalais (1906), der Sitz der Nationalbank (1912), der Kulturpalast (1913) u. a. Die um die Jahrhundertwende errichteten oder renovierten Bauten wurden im Sezessionsstil errichtet.
In der Zwischenkriegszeit blieb die Struktur der Arader Wirtschaft die gleiche wie in der Vorkriegszeit. Die große Industrie war weiterhin durch die Fabrik Weitzer (1920 fusionierte sie mit der Automobilfabrik Marta), die Textilienfabrik und die Mühle der Gebrüder Neumann sowie durch die Möbelfabrik der Gebrüder Lengyel vertreten. Die berühmte Likörfabrik Zwack setzte ihre Tätigkeit ebenfalls fort. Es wurden auch neue Fabriken gegründet: die Zuckerfabrik (1926), die Lack- und Farbenfabrik Polycrom (1930), die Technischen Werke Arad (1935), welche Glühbirnen produzierten, und die Fabrik für Radios und Haushaltsgeräte IRON. Die Anzahl der Unternehmen stieg von 58 im Jahre 1919 auf 110 im Jahre 1937. Infolge der Wirtschaftskrise von 1929 bis 1933 wurden zahlreiche kleine Unternehmen geschlossen, und ein Großteil der Gesamtproduktion der Stadt konzentrierte sich in 22 Unternehmen.
Um die stark anwachsende Wohnungsnachfrage zu lösen, wurden während der sozialistischen Ära die großen Blockviertel Micălaca, Aurel Vlaicu und Alfa gebaut. Im Stadtkern erschienen massive Bauten wie das Hotel Astoria, der Wohnblock mit dem Dacia-Kino, das Kaufhaus Ziridava.
Arad ist eine moderne Stadt mit einem aktiven Kulturleben. Mittelpunkt der Stadt ist ein breiter Boulevard aus dem 19. Jahrhundert mit repräsentativen Geschäfts- und Wohnhäusern, einem Theater, einer orthodoxen und einer katholischen Kathedrale, einem Konzerthaus und dem Rathaus im Neorenaissance-Stil. Auch die bereits erwähnte Festung ist in ihrer streng symmetrischen Bauweise und ihrer Ausdehnung beeindruckend, jedoch militärisches Sperrgebiet und somit nur aus der Luft bzw. von höher gelegenen Punkten oder an einem jährlich stattfindenden „Tag der offenen Tür“ anzusehen.

### Bedeutende Bauwerke
| | | |
| Sakralbauten - Minoritenkirche (Arad) (1751) - Bischofssitz der orthodoxen Kirche von Arad (1706) - Griechisch-orthodoxe rumänische Kathedrale Johannes der Täufer (1791) - Griechisch-orthodoxe serbische Peter-und-Paul-Kirche (1698–1702) - Rote Kirche (1906) - Synagoge (1828–1834) | Profanbauten - Altes Rathaus (1704) - Haus zum Stock-im-Eisen (1815) - Altes Theater (1816–1820) - Festung Arad (1763–1783) - Hotel Ardealul (1840–1841) - Klassisches Theater Ioan Slavici (1874) - Verwaltungspalais Arad (1910) - Kulturpalast (Arad) (1911–1913) | Denkmäler - Statue des Heiligen Nepomuk (1729) - Denkmal der Märtyrer von Arad (1890) - Kreuz der Helden der Vereinigung (1918–1919) - Denkmal des unbekannten Soldaten (1960) |

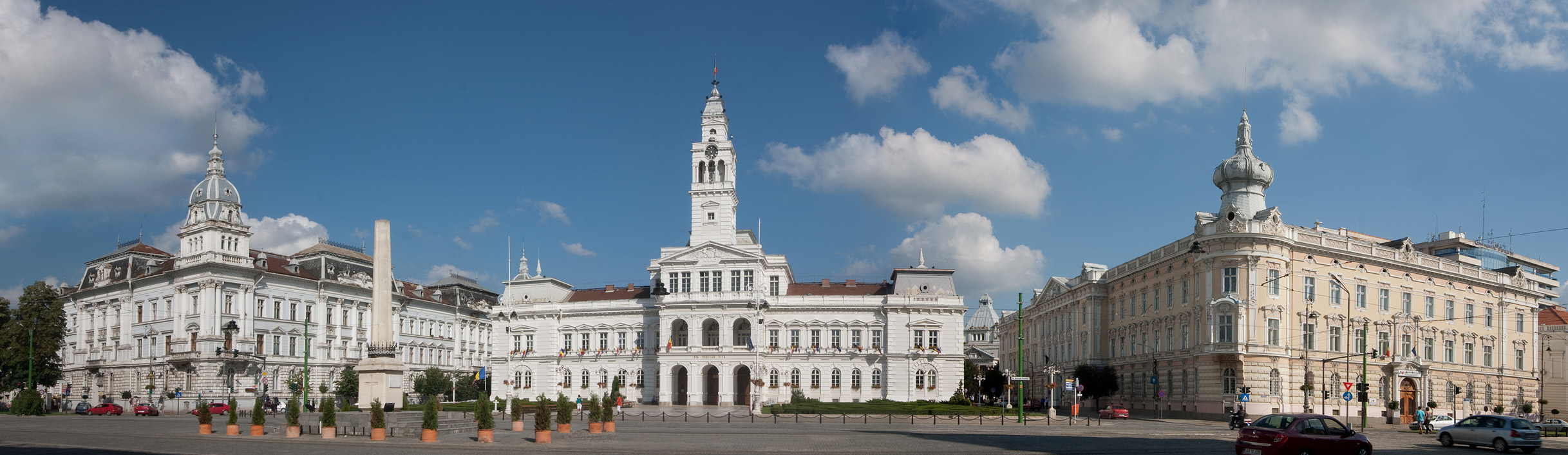
Rathausplatz, 2010

### Dienstleistungen
In den 1890er Jahren wurde das Trinkwasser- und Kanalisierungsnetz der Stadt gebaut. Die Straßenbeleuchtung mit Öllampen wurde 1828 eingeführt, jene mit Gaslampen nach 1860 und der elektrische Strom 1895.
In der Zeitspanne 1931 bis 1934 verbesserte sich die Qualität des Trinkwassers, und das Leitungsnetz konnte erweitert werden. Das Kanalisierungssystem der Stadt wurde mit englischer Assistenz verbessert.
In Arad wurde 1937 eine der ersten automatischen Telefonzentralen aus Rumänien in Funktion gesetzt.

### Verkehr

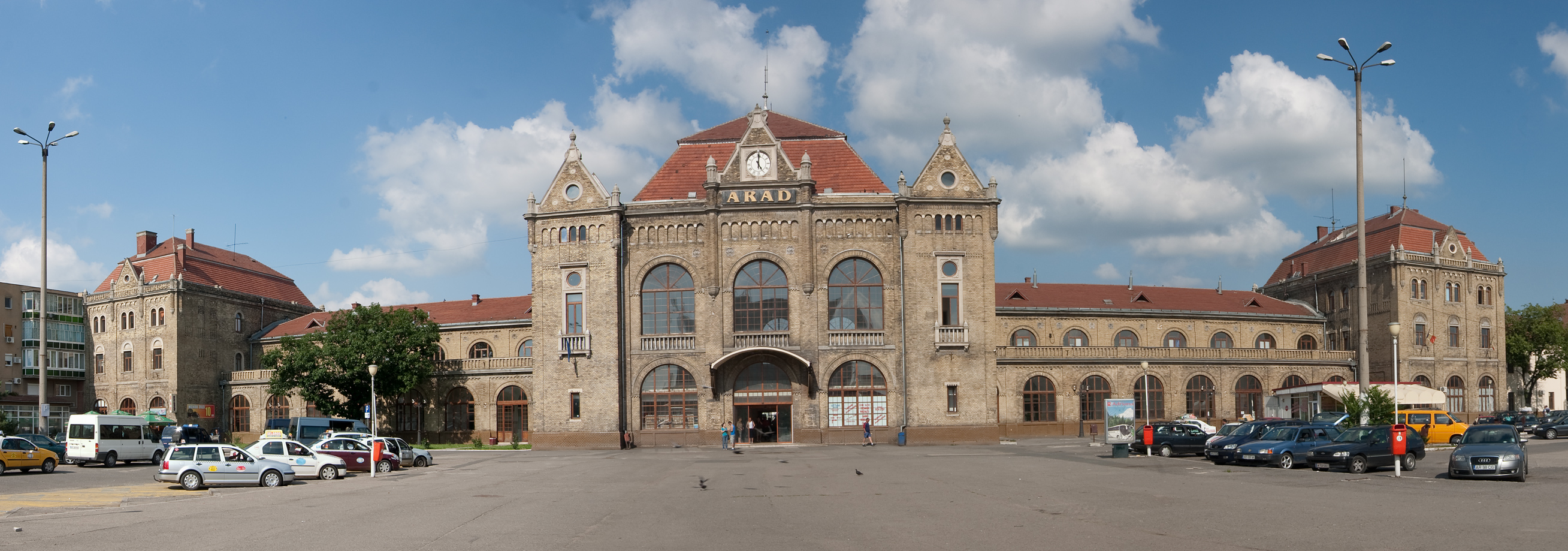
Bahnhof, 2010

#### Schiffsverkehr
Lange Zeit war die Wasserstraße die Hauptverkehrsader der Stadt. Im Jahr 1776 waren immer noch Menschen als Schiffsschlepper an der Marosch tätig. Thomas Gruber, Schifffahrtsdirektor, und der Ingenieur Nozdroviczky untersuchten den Maroschlauf und entwarfen den ersten Regulierungsplan. Im 19. Jahrhundert wurden 33 Durchstiche von Fluss-Schlingen ausgeführt, davon 29 in der Zeitspanne von 1815 bis 1854 und je zwei weitere in den Jahren 1862–1864 und 1871–1872. Das erste Dampfschiff, die „Ebersdorf“, fuhr am 16. November 1851 in Arad.

#### Postwesen
In dem Ausmaß, in dem Ungarn von der türkischen Besatzung frei wurde, kam es in den Genuss eines gut entwickelten Postwesens. Bereits 1701 führte der Postweg von Ofen über Arad nach Hermannstadt. Die Postordnung von 1722 sah feste Posttage vor. So ging jeden Sonntag und Donnerstag die Post von Ofen nach Arad und jeden Mittwoch und Samstag von Arad nach Ofen. Die Anlegestelle war das Weiße Kreuz. Die Konzession erwarb der Kolonialwarenhändler „Zum Eichhörnchen“, Josef Schweffer. Die Inkammerierung der Post erfolgte am 1. Juli 1722. Das erste Postamt der Stadt Arad war 1703 im Gebäude der Postkutschenstation untergebracht.

#### Eisenbahnverkehr
Im Eisenbahnknoten Arad trifft die aus Ungarn kommende Bahnstrecke Szolnok–Arad auf die Bahnstrecke Arad–Alba Iulia. Weitere Zweigstrecken führen nach Oradea, Timișoara und Nădlac.
Am 25. Oktober 1858 fuhr der erste Zug im Arader Bahnhof aus Richtung Curtici ein. Am 22. Dezember 1868 wurde die Strecke nach Deva eröffnet, zwei Jahre später die Strecke Arad–Timișoara. Sie war Teil der historischen Route des Orient-Express, der bis 1889 nach Warna fuhr und dort verschifft wurde. Das heutige Empfangsgebäude wurde 1898 errichtet.
Einen wesentlichen Anteil am Ausbau des Eisenbahnnetzes hatten die 1875 gegründete Arad–Körösvölgyi Vasút (AKV), die 1877 die Strecke Arad–Pâncota in Betrieb nahm, und die 1881/1882 gegründete Arad–Csanádi Vasút (ACsV). Beide Gesellschaften schlossen sich 1885 zur Aradi és Csanádi Egyesült Vasutak (ACsEV, deutsch: Arader und Csanáder vereinigte Eisenbahnen) zusammen.
Mit deutschem Kapital wurde 1905 die – auch „Eisenbahn der Weinstraße“ – genannte Lokalbahn Arad–Podgoria gegründet. In den Jahren 1911 bis 1913 wurde diese meterspurige Bahn elektrifiziert. Nach Stilllegung der östlichen Streckenäste ist der verbliebene Streckenast in die Weinbaugemeinde Ghioroc heute in die Straßenbahn Arad integriert und wird vom Verkehrsunternehmen Compania de Transport Public Arad (C.T.P. Arad) als Überlandstraßenbahn betrieben.

#### Flugverkehr
Arad war eines der ersten Zentren des rumänischen Flugverkehrs. Beginnend mit 1933 wurden verschiedene Luftlinien geplant. Die Luftverkehrslinien Arad–Bukarest, Arad–Temeswar und Arad–Cluj gingen am 20. Juli 1935 in Betrieb. Im Jahre 1938 wurde die Luftlinie Budapest–Arad–Bukarest eröffnet. Der Flughafen Arad liegt vier Kilometer westlich des Stadtzentrums und bietet Flüge nach Bukarest, Verona, Barcelona und Valencia an.

#### Straßenbahnen und Busse

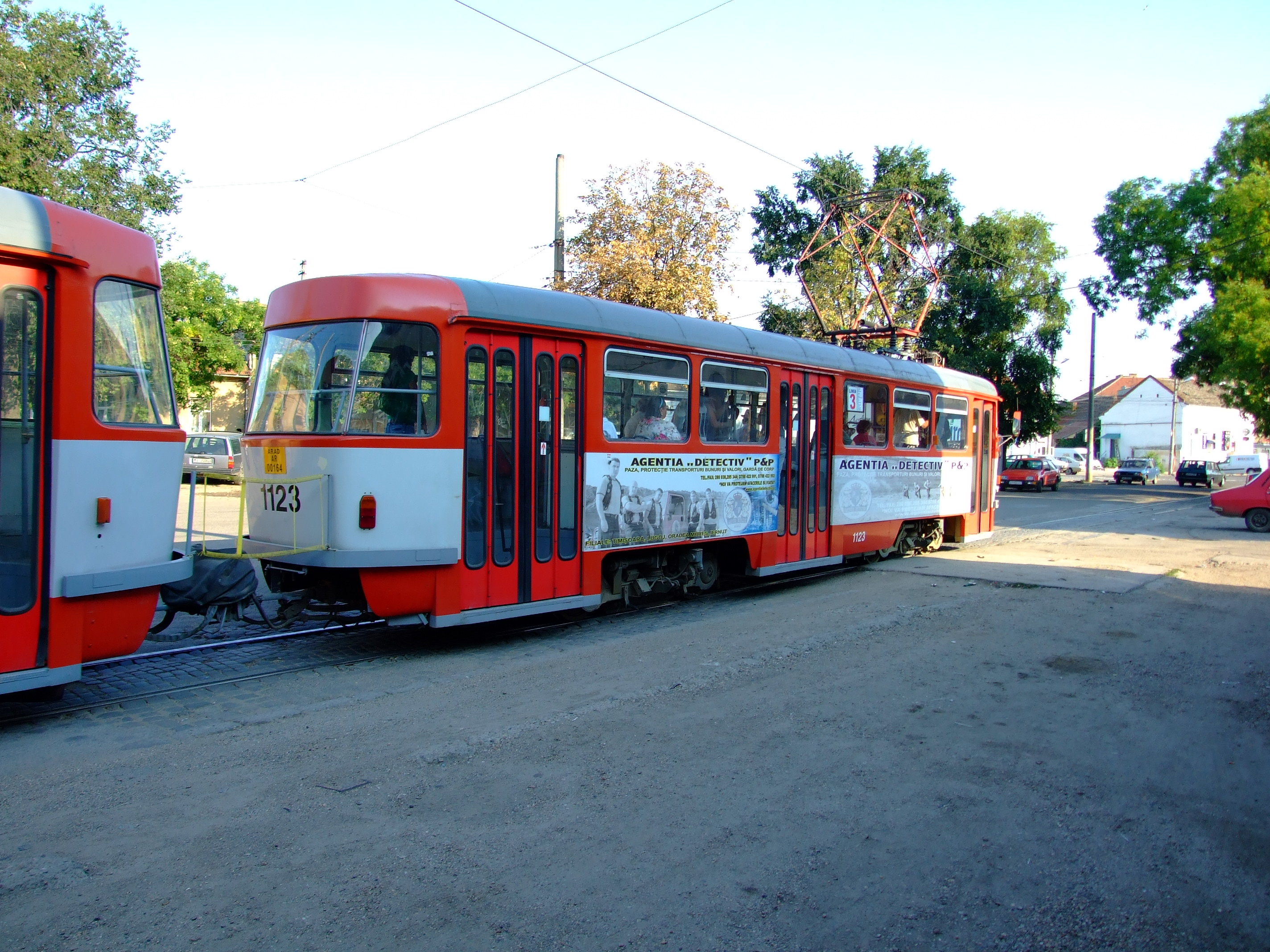
T4D Straßenbahn, 2008

Die industrielle Entwicklung führte zur Expansion des Stadtgebiets. Dies führte 1869 zur Eröffnung der Straßenbahn Arad, die anfangs eine Pferdebahn war und erst seit 1944 elektrisch verkehrt. Zu Beginn des 20. Jahrhunderts folgte die Aufnahme des Omnibusverkehrs, der die Straßenbahn zeitweise vollständig ersetzte. In der Zwischenkriegszeit wurde das lokale Transportnetz weiter ausgebaut und mit neuen Straßenbahnen und Bussen ausgestattet.
Im Straßenbahnbetrieb von Arad verkehren viele Straßenbahnwagen, die aus deutschen Betrieben stammen, so aus Essen, Bochum/Gelsenkirchen, Ulm, Stuttgart, Ludwigshafen, Würzburg und Halle (Saale), unter anderem M-Straßenbahnen.
Die Stadt liegt an den Europastraßen 68 und 671. Vom zentralen Omnibusbahnhof verkehren Busse in viele größere Städte Rumäniens sowie nach Italien, Spanien und Deutschland.

## Stadtgliederung
Die bebaute Stadtfläche Arads umfasste 1752 die Innenstadt, heute I. Bezirk Cetate, und die serbische Stadt, heute X. Bezirk Drăgășani. Im Jahr 1880 kam die Elisabethstadt, heute XII. Bezirk Pârneava, dazu. In den Jahren 1920 bis 1930 wurden die Siedlungen Șega (III. Bezirk), Poltura (V. Bezirk), Grădiște (VI. Bezirk) und Gai (VII. Bezirk) urbanisiert. 1930 wurden die Dörfer Micălaca (II. Bezirk) und Bujac (VIII. Bezirk) und 1943 Siegmundhausen eingemeindet. Nach 1945 kamen Aradul Nou (Neu-Arad) als IV. Bezirk und Sânnicolau Mic (Kleinsanktnikolaus) als XIII. Bezirk dazu.
Arad umfasst heute insgesamt siebzehn Bezirke:
| | |
| - I. Bezirk: Centru - II. Bezirk: Micălaca - III. Bezirk: Șega - IV. Bezirk: Aradul Nou - V. Bezirk: Poltura - VI. Bezirk: Grădiște - VII. Bezirk: Gai - VIII. Bezirk: Bujac - IX. Bezirk: Subcetate | - X. Bezirk: Drăgășani - XI. Bezirk: Alfa - XII. Bezirk: Pârneava - XIII. Bezirk: Sânnicolau Mic - XIV. Bezirk: Cadaș - XV. Bezirk: Aurel Vlaicu - XVI. Bezirk: Confecții - XVII. Bezirk: Cartierul Funcționarilor |

## Partnerstädte
- Kirklees, England
- Trenčín, Slowakei
- Pécs, Ungarn
- Tatabánya, Ungarn

## Persönlichkeiten

### Mit der Stadt verbunden
- Aaron Chorin (1766–1844), war ein ungarischer Rabbiner
- Julius von Haynau (1786–1853), war ein k. k. Geheimer Rat, Kämmerer, Feldzeugmeister und Ehrenbürger von Arad
- Gheorghe Váczi (1922–2006), war Fußballspieler und -trainer
- Helmut Duckadam (1959–2024), Fußballspieler und -funktionär der deutschsprachigen Minderheit